# 筑波山神社

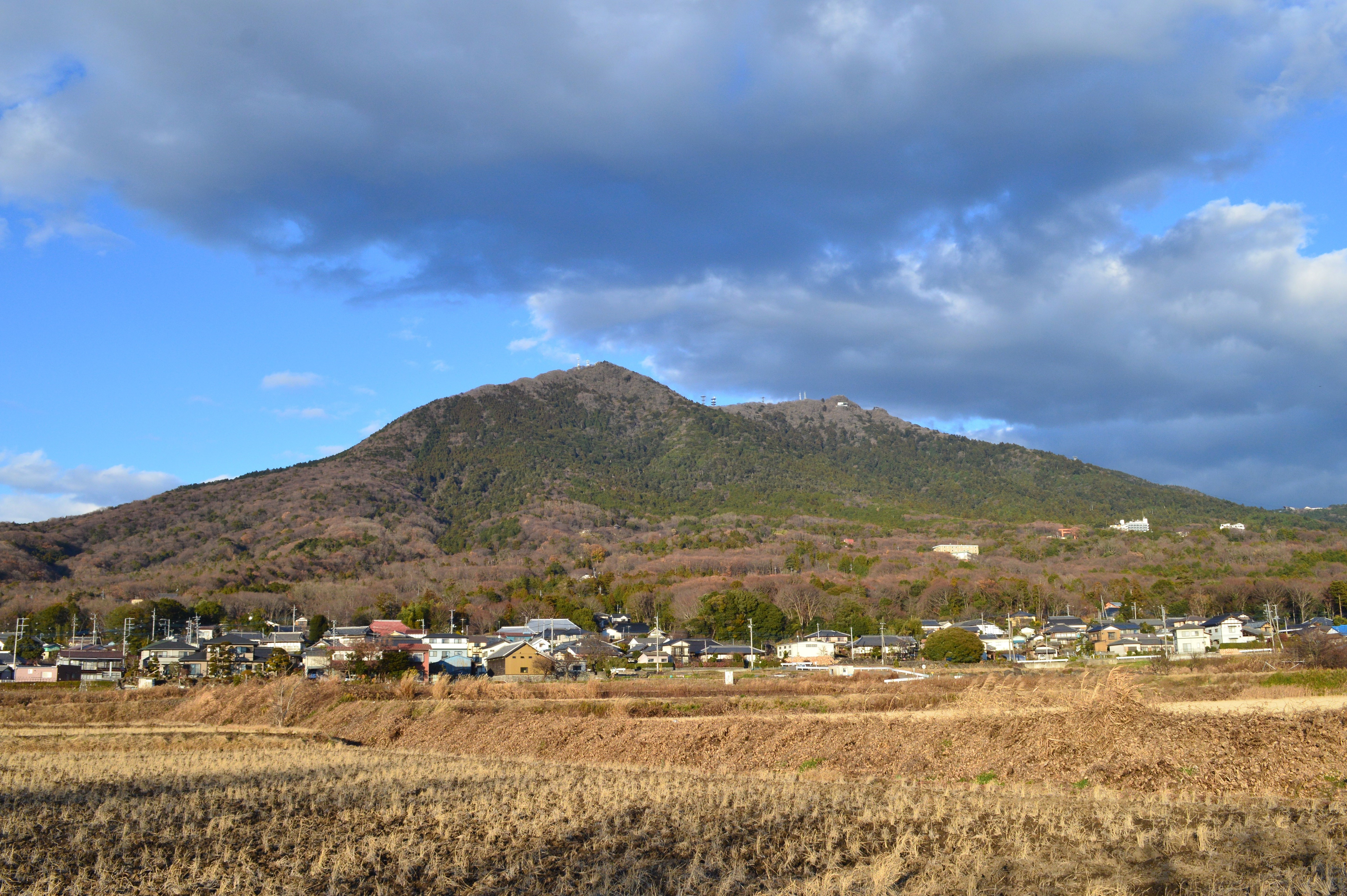
神体とする筑波山南方より。左峰が男体山頂、右峰が女体山頂で、山腹には大鳥居が見える。

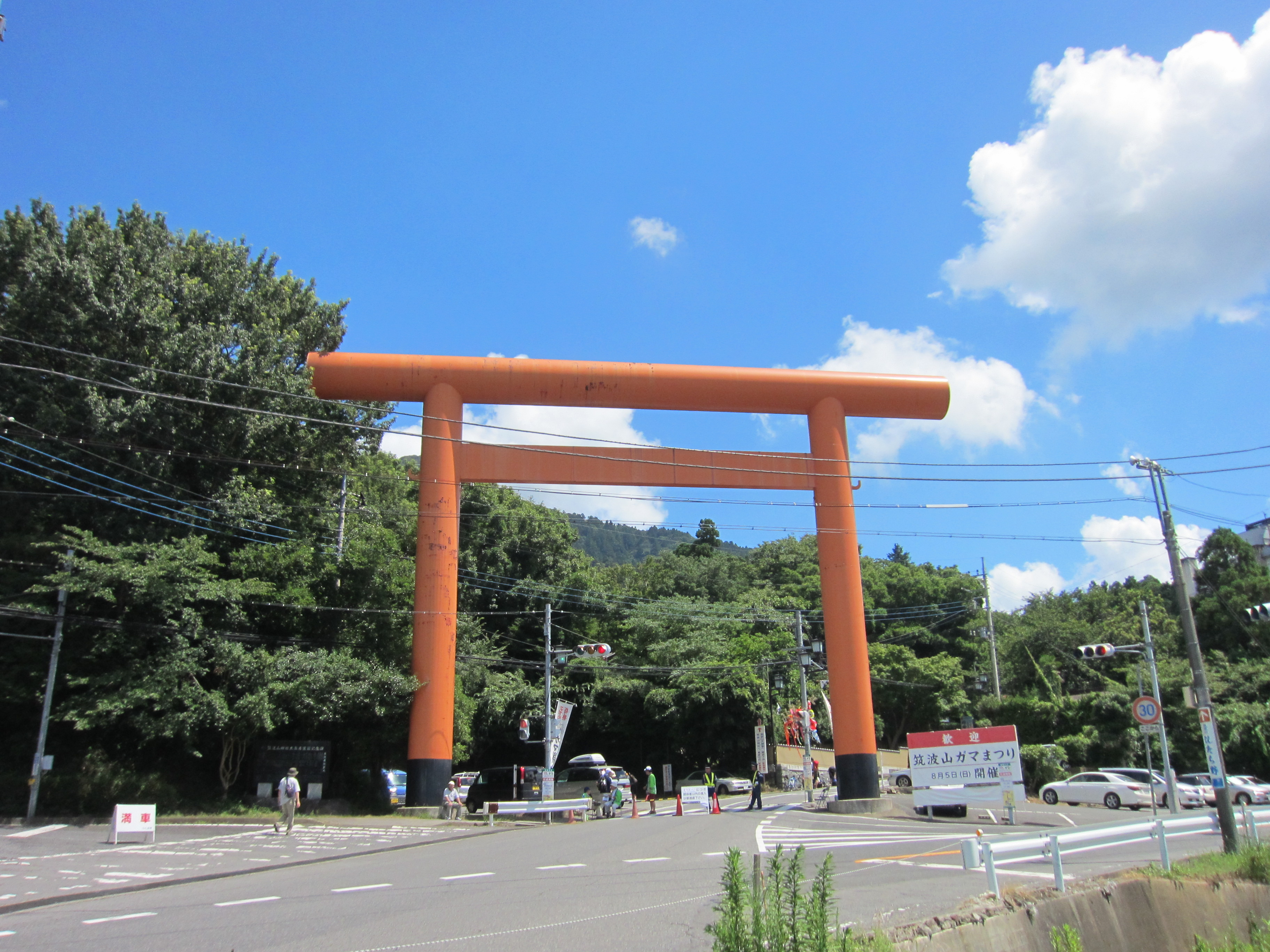
大鳥居

筑波山神社（つくばさんじんじゃ）は、茨城県つくば市筑波にある神社。式内社（名神大社1座、小社1座）。旧社格は県社で、現在は神社本庁の別表神社。

## 概要
関東平野北東部、茨城県南西にそびえる筑波山を神体山として祀る神社であり、主要社殿は次の3箇所に形成されている。
- 男体山本殿 - 西峰頂上（男体山<なんたいさん>、標高871メートル）。
- 女体山本殿 - 東峰頂上（女体山<にょたいさん>、標高877メートル）。
- 拝殿 - 山腹（標高270メートル）。両本殿を遥拝する。

筑波山は西峰・東峰からなる双耳峰であり、筑波山神社本殿はその両山頂に1棟ずつ鎮座している。境内は広大で、筑波山南面の海抜270メートルの線（拝殿）以上を社地とし、その面積はおよそ354ヘクタールにも及ぶ。
南面中腹にある拝殿周辺には、門前町が形成されている。一般に「筑波山神社」という場合は、この拝殿周辺を指すことが多い。拝殿の西には筑波観光鉄道の筑波山ケーブルカーの宮脇駅があるほか、登山口も設けられており、参拝客のみならず登山客によっても賑わいを見せている。
筑波山は『常陸国風土記』に見える頃より神の山として信仰が深く、その神霊を祀る筑波山神社は公家・武家から崇敬が深い神社であった。また文化財では、太刀（銘吉宗）が国の重要文化財に指定されているほか、社殿数棟が茨城県・つくば市指定有形文化財に指定されている。

## 祭神
主祭神は次の2柱。
- 筑波男ノ神（つくばおのかみ、筑波男大神）
男体山の神。人格神を伊弉諾尊（いざなぎのみこと）とする。
- 筑波女ノ神（つくばめのかみ、筑波女大神）
女体山の神。人格神を伊弉冊尊（いざなみのみこと）とする。

本殿の神体は神衣（かんみそ）で、御座替祭で取り替えられる。なお『明治神社誌料』では神鏡とする。
伊弉諾尊・伊弉冊尊2神は結婚し、多くの神々を産みまた国産みをしたことから、縁結び・夫婦和合・家内安全・子授け・子育て等のご利益があるとして信仰される。また交通安全、工事安全等のご利益があるともされている。

### 祭神について
筑波山は男体山・女体山からなる双耳峰で、その両峰にそれぞれ神があてられている。2峰が相並ぶ山容から、自然と男女2柱の祖神が祀られるようになったともいわれる。
『常陸国風土記』では筑波山について、西峰（男体山）は険しく、神の峰として登山が禁じられていたと記す。一方、東峰（女体山）は険しいながら夏冬絶えず泉が流れ、春秋には男女が集い歌垣が行われたという。このように男体山は禁足地、女体山は開放地とされており、風土記編纂当時にはすでに性格が大きく異なっていた。祭祀遺物も、女体山付近において7世紀末から12世紀に渡って多数発見されている。
神名は、六国史では「筑波男神」「筑波女神」と記されている。江戸時代に入ると人格神をあてる説も散見され、文献には次の記載が見える。
- 一社者日本武尊、一社者弟橘比売也、俗に陰陽二柱尊 （『神祇宝典』）[4]
- 伊弉諾尊在陽峯、伊弉冉尊在陰峯 （『常陸国二十八社考』）[4]
- 陽峯埴山彦神、陰峯埴山姫神 （『神名帳考証』）[4]
- 祭神不詳とし、伝に「伊弉諾尊在陽峯、伊弉冊尊在陰峯、通謂筑波大明神」 （明治12年（1879年）の『筑波山神社明細調書』）[4]

その後、六国史の記載に基づき、明治42年（1909年）1月に祭神名は「筑波男神」「筑波女神」と定められた。そして大正11年（1922年）に交替した社司により、「筑波男神・筑波女神」に「伊弉諾尊・伊弉冊尊」を併記することが定められている。なお、伊弉諾尊・伊弉冊尊とする伝承の起源・経緯に関しては詳らかでない。

## 歴史

### 創建
創建は不詳。筑波山は『常陸国風土記』でも富士山と対照されるほどの山容を持っていることから、関東平野に人が住み始めた頃から崇められてきたともいわれる。
社伝（『筑波山縁起』）によると、『古事記』にある伊弉諾尊・伊弉冊尊による国産みで産み出された「おのころ島」が筑波山にあたるという。また『詞林采葉抄』（南北朝時代）では、筑波山は天照大神が降臨した神山であるともいい、文化年間（1804年-1818年）の『筑波山私記』でも同神の筑波から伊勢への遷座を伝える。
祭祀氏族については、『常陸国風土記』に見える筑箪命（つくばのみこと、筑波命）が初代筑波国造に任じられて以来、筑波国造が祭政一致で奉仕したという。筑波山麓には多くの古墳が残っており、うち八幡塚古墳（つくば市沼田）は筑波国造の墓に比定されている。
なお、現在の筑波山神社主要部は拝殿周辺にあるが、拝殿はあくまで明治8年（1875年）に中禅寺跡地に造営されたものである。そのため「元来の筑波山神社」とは「男体山頂祠・女体山頂祠」を指すものとされる。また創建時期は不明ながら、つくば市臼井の六所神社跡（現在は廃社）が両祠の里宮であった（関係地節参照）。

### 概史

#### 奈良時代から平安時代
奈良時代の『万葉集』には筑波の歌25首が載せられており、筑波山は常陸国を代表する山であったといわれる。また奈良時代末から平安時代初め頃には、法相宗僧の徳一が筑波山寺、のちの筑波山知足院中禅寺を開いた。これにより神仏習合が進み、筑波山は有数の修験道の道場に発展していく（詳細は中禅寺節）。この神仏習合の時代には「筑波両大権現（両部権現）」とも称されていた。
国史では、古くは弘仁14年（823年）に従五位下の筑波神を官社と為すという記事が見える。その後の神階叙位により、貞観13年（871年）に筑波男神は従三位、貞観16年（874年）に筑波女神は従四位上（または正四位下<後述>）まで上った。
延長5年（927年）成立の『延喜式』神名帳では常陸国筑波郡に「筑波山神社二座 一座名神大 一座小」と記載され、筑波郡では唯一の式内社に列しているが、うち名神大社が筑波男神、小社が筑波女神とされる。その後、治承4年（1180年）には正一位に達したという。

#### 鎌倉時代から江戸時代
鎌倉時代初期には常陸国守護の八田知家（小田氏祖）の子の八郎為氏が筑波国造の名跡を継ぎ、筑波別当となった。この筑波為氏（明玄）の子孫は以後筑波氏を称し、筑波神奉斎者かつ中禅寺別当を担った。中世の動向は明らかでないが、慶長5年（1600年）に徳川家康により筑波氏が外されるまで、筑波神・中禅寺は筑波氏の統率下にあったとされる。
江戸時代に入ると、幕府は中禅寺を篤く保護し、中禅寺境内には多くの堂塔が建立され、筑波山は神仏共立から仏教中心の霊地へと性格を変えた。こうした中禅寺に対する庇護の一方で筑波神の影は薄く、この間の筑波神の奉斎形態は明らかでない（江戸時代の動向については中禅寺節を参照）。
幕末には、元治元年（1864年）に天狗党が当地で挙兵し、天狗党の乱の舞台ともなった（筑波山事件）。

#### 明治以降
明治維新後、神仏分離によって中禅寺は廃寺とされた。これにより伽藍の多くが破壊されたが、数棟のみ破壊を免れて現在に文化財として残っている。また、この神仏分離により筑波山神社が復興され、その主要部は中禅寺の跡地を踏襲して形成され、現在に至っている。
- 明治2年（1869年）9月、白川伯王家の白川資義を祭主とする[1]。
- 明治6年（1873年）10月4日、近代社格制度において県社に列格[1]。
- 明治8年（1875年）、中禅寺本堂（大御堂）跡地に拝殿を造営[10]。
- 明治41年（1908年）9月4日、神社整理により境内社春日神社に境内社84社を合祀[3]。
- 戦後、神社本庁の別表神社に列格。
- 昭和30年（1955年）、男体山本殿を改築（現本殿）[13]。
- 昭和54年（1979年）、女体山本殿を改築（現本殿）[13]。

### 神階
| 年     | 筑波男神           | 筑波女神                         |
| ------ | ------------------ | -------------------------------- |
| 823年  | 従五位下           | --                               |
| 849年  | --                 | 無位 →従五位下                   |
| 858年  | （従四位?）        | （従四位?）                      |
| 870年  | 従四位上 →正四位下 | 従四位下 →従四位上               |
| 871年  | 正四位下 →従三位   | --                               |
| 874年  | --                 | 従四位下 →従四位上 （正四位下?） |
| 神名帳 | 名神大             | 小                               |
| 1180年 | 正一位             | 正一位                           |

- 六国史における神階奉叙の記録
  - 弘仁14年（823年）1月21日、従五位下の筑波神を官社と為す （『日本紀略』）[原 2]
  - 承和9年（849年）10月2日、筑波女大神を無位から従五位下 （『続日本後紀』）[原 6]
  - 天安2年（858年）5月2日、筑波山神二柱を四位 （『日本文徳天皇実録』）[原 7]
注）従四位（上下不明）か[14]。
  - 貞観12年（870年）8月28日、筑波男神を従四位上から正四位下、筑波女神を従四位下から従四位上 （『日本三代実録』）[原 8]
  - 貞観13年（871年）2月26日、筑波男神を正四位下から従三位 （『日本三代実録』）[原 3]
  - 貞観16年（874年）11月26日、筑波女神を従四位下から従四位上 （『日本三代実録』）[原 4]
注）貞観12年条と同じ記載であるため、正四位下の叙位とする見方も強い[3][6]。
- 六国史以後の記録
  - 治承4年（1180年）、正一位[11][15]

## 境内
筑波山神社の境内は筑波山南面海抜270メートル以上の354ヘクタールに及ぶ。本殿は筑波山の男体山・女体山両山頂に鎮座し、山腹にそれらを遥拝する拝殿が立っている。

### 筑波山中

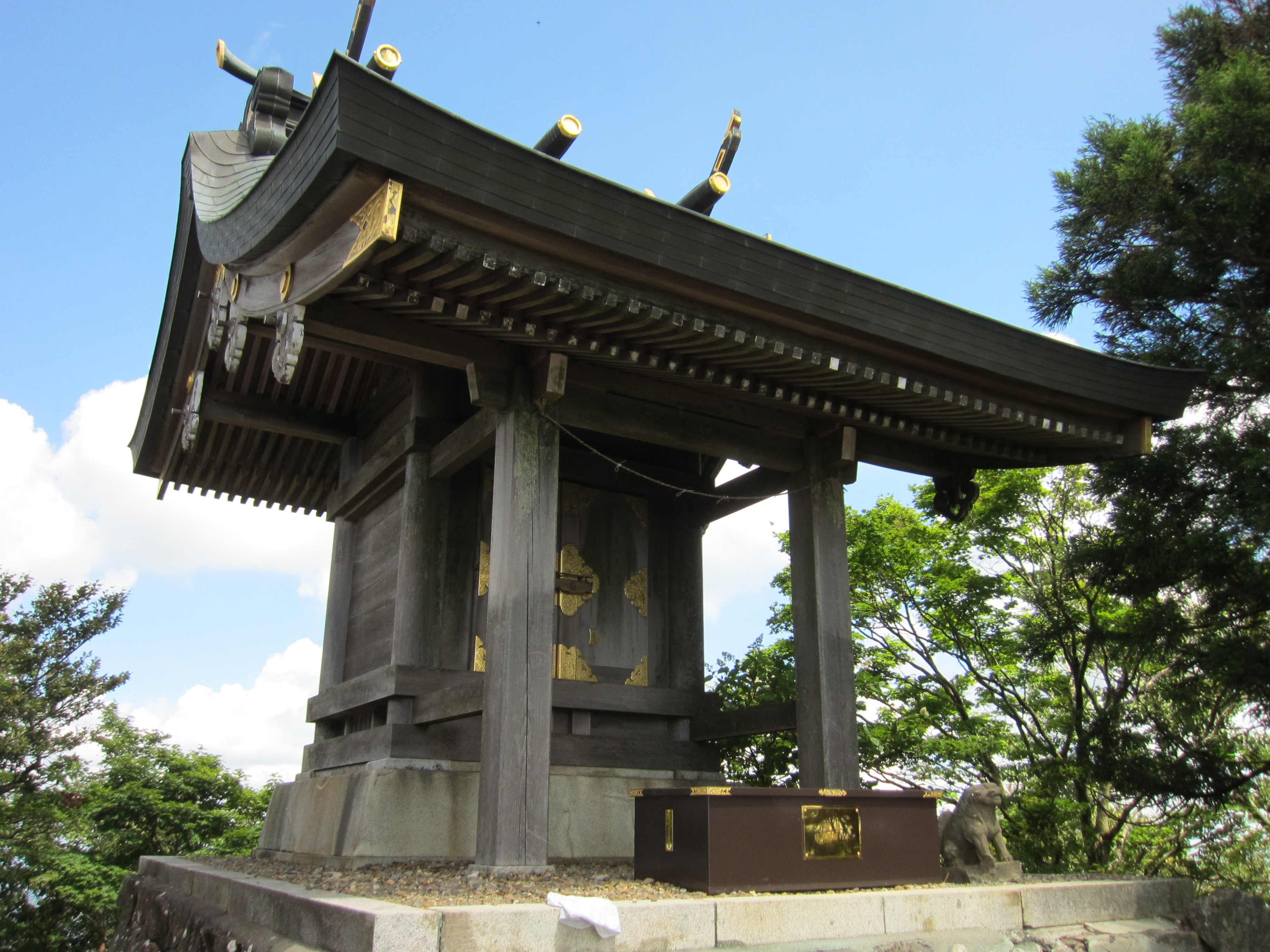
男体山本殿

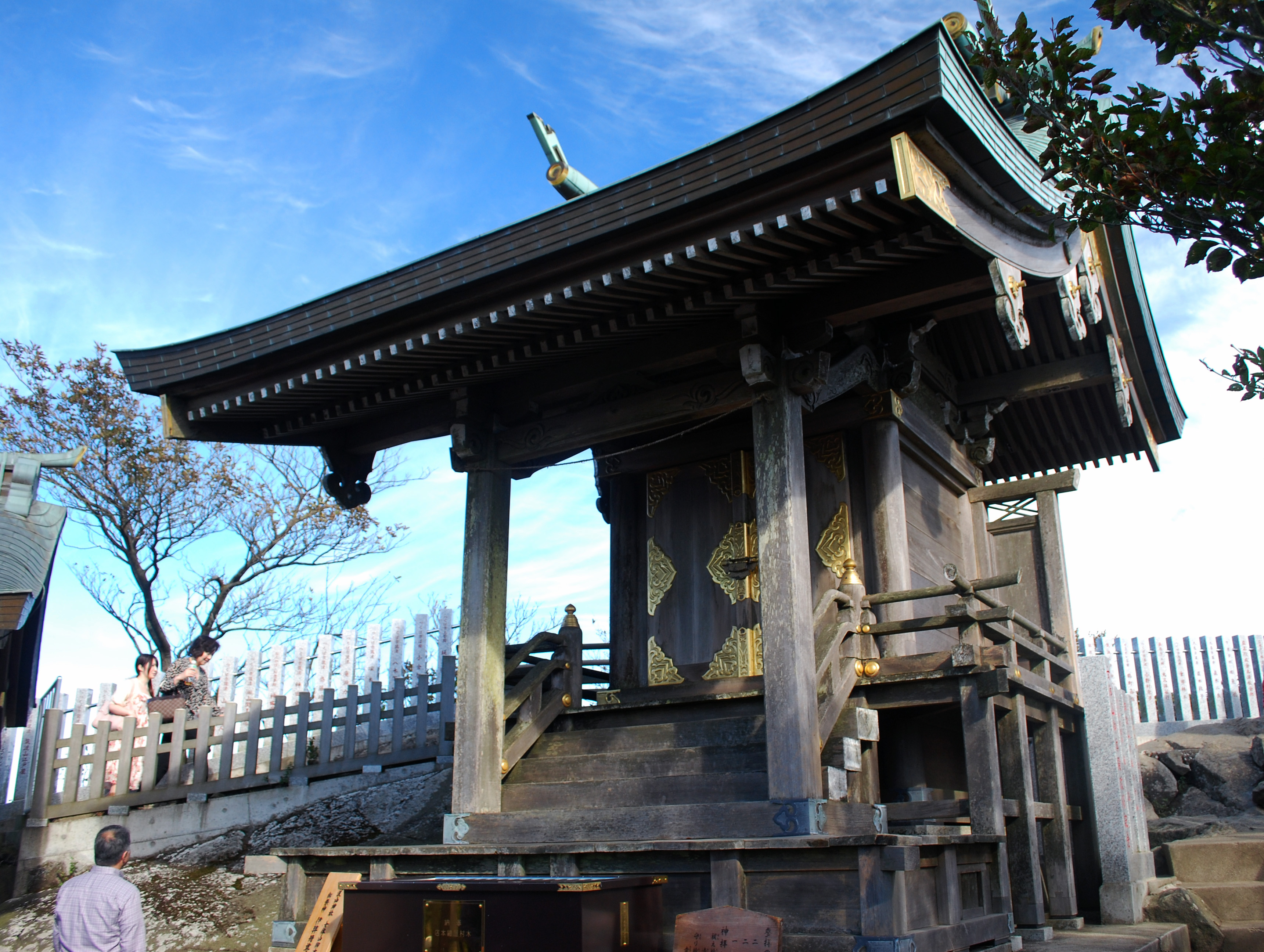
女体山本殿

男体山本殿は昭和30年（1955年）、女体山本殿は昭和54年（1979年）の改築で、いずれも一間社流造。男体山頂には筑波大学との共同観測所である筑波山神社・筑波大学計算科学研究センター共同気象観測所（施設と土地は筑波山神社が所有）が、女体山頂には守札授与所、天の浮橋（平成21年（2009年）4月再建）がある。
両山頂間の鞍部は「御幸ケ原（みゆきがはら）」と呼ばれる。男体山まで約300メートル、女体山までは約600メートル。筑波山ケーブルカーの筑波山頂駅があり、土産物屋や食堂等が集積する。
また、山中には小倉百人一首の陽成院の歌の題材として有名な「男女川（みなのがわ）」の源流があるほか、「紫峰杉（しほうすぎ）」の名のある推定樹齢800年のスギ（男女川源流の近く）や「弁慶七戻り」・「母の胎内くぐり」・「ガマ石」など、霊石・奇岩・名木が多数ある。これらの岩場はかつて修験道の道場として使用され、現在でも神事として筑波山禅定が行われている。

### 拝殿周辺

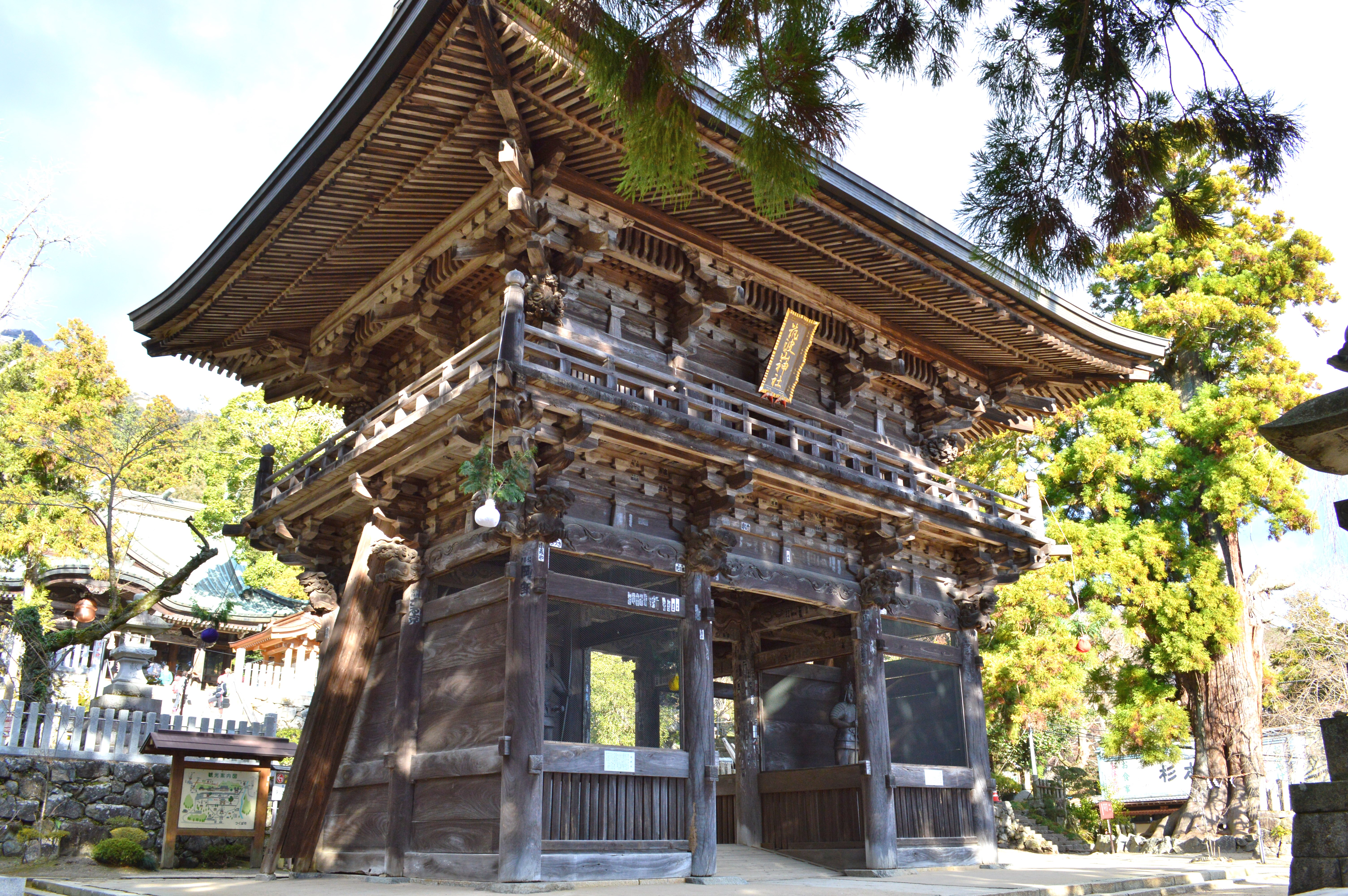
随神門
（つくば市指定文化財）

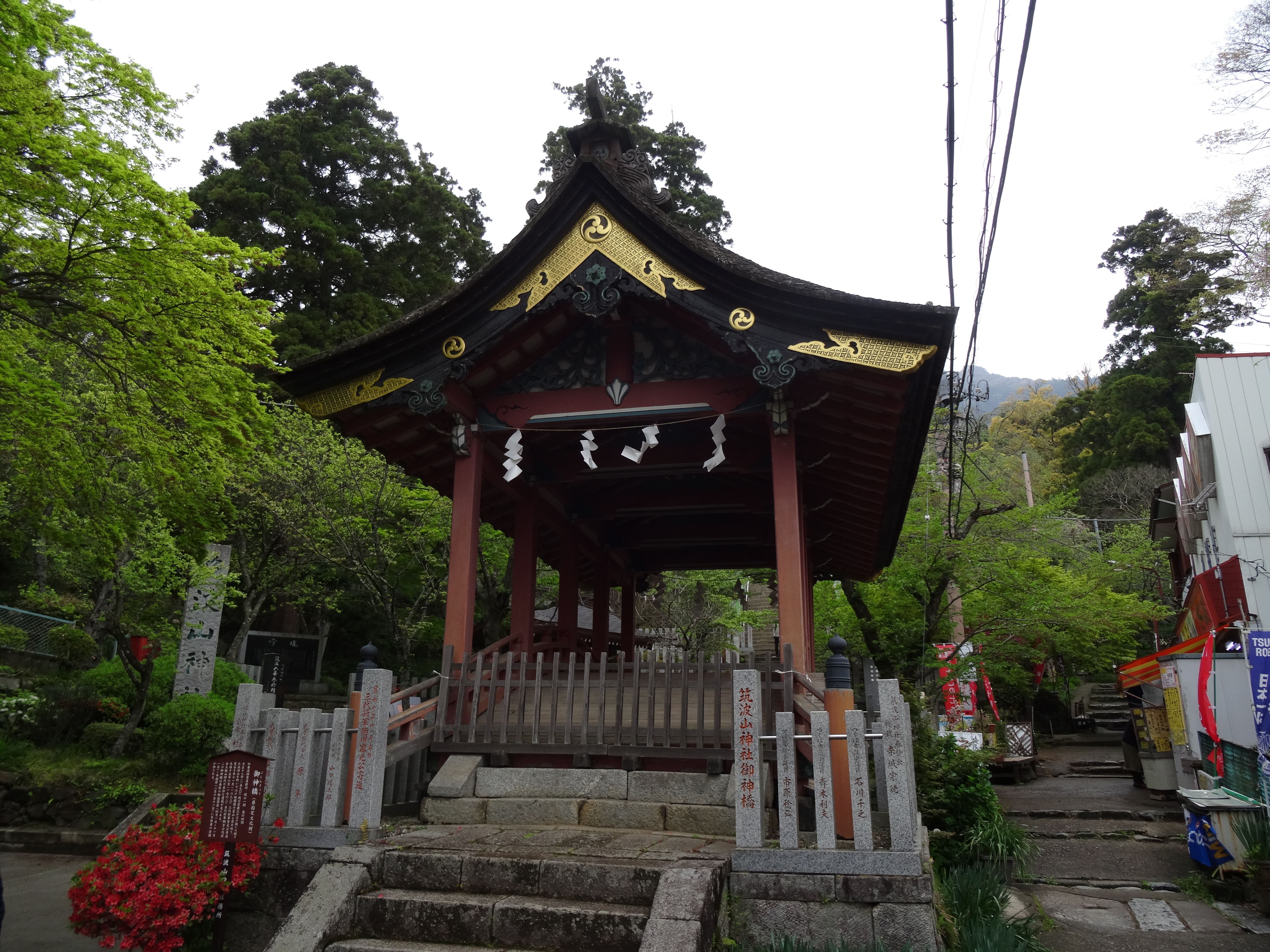
神橋
（茨城県指定文化財）

拝殿周辺には門前町が形成され、筑波山神社の主要部を成している。ただし、明治以前の当地一帯は中禅寺を主とした仏教中心の霊地で、明治維新後に中禅寺が廃されるにあたって神社として復興し、拝殿が造営された。
拝殿は明治8年（1875年）の造営。正面の扁額「筑波神社」は小松宮彰仁親王の揮毫、高村光雲の彫刻による。この場所には明治以前には中禅寺の本堂（大御堂）があったが、神仏分離で大御堂が廃された後に新たに建てられた。拝殿前には礎石が残り、中禅寺の寺勢をしのばせている。なお、大御堂は拝殿の南西方に真言宗豊山派大御堂教会の大御堂として再建されている。
拝殿前に建てられている随神門（ずいしんもん）は、間口5間2尺、奥行3間の楼門で、茨城県内では随一の規模である。古くは寛永10年（1633年）に3代将軍徳川家光により寄進されたが、宝暦4年（1754年）に焼失、再建されるも明和4年（1767年）に再度焼失した。現在の楼門は、その後の文化8年（1811年）の再建によるものである。神仏習合時代には「仁王門」として仁王像（金剛力士像）を安置したが、神仏分離後は「随神門」とされた。仁王像は神仏分離の際、桜川から筏で流され、つくば市松塚の東福寺に運ばれた。このことから同時では現在「流れ仁王」と呼ばれている。現在の随神門では、拝殿向かって左側に倭健命（やまとたけるのみこと）、右側に豊木入日子命（とよきいりひこのみこと）の随神像を安置する。この随神門はつくば市指定文化財に指定されている。
随神門の脇には、光譽上人五輪塔（こうよしょうにんごりんとう）がある。これは、明治初年の廃仏毀釈において破却移転を免れた、筑波山神社に残る唯一の寺院関係の堂塔になる。光譽は一説に徳川秀忠の乳母の子息とされる人物で、慶長16年（1611年）に筑波山別当知足院に入山したという。大坂夏の陣・冬の陣の際には従軍し、戦勝を祈願したといわれ、寛永元年（1624年）12月19日に亡くなったとされる。
参道に建てられている神橋（しんきょう）は、切妻造小羽葺屋根付、間口1間、奥行4間で、安土桃山時代の様式の反橋（そりはし）である。寛永10年（1633年）の3代将軍徳川家光による寄進とされ、元禄15年（1702年）に5代将軍徳川綱吉により改修された。春秋の御座替祭の際には、神輿と従者がここを渡る。参拝者の渡橋は通常禁止されており、春秋の御座替祭と2月の年越祭の時のみ許される。この神橋は茨城県指定文化財に指定されている。
参道入口そばには、藤田小四郎の銅像が建てられている。藤田小四郎は藤田東湖の四男で、元治元年3月27日（1864年5月2日）に筑波山で挙兵した天狗党筑波勢のリーダーである。像そばには、平成2年（1990年）に水戸郷土史家の安藤桜水・夢根三郎による銘板が設置されている。
また、中禅寺の鎮守社として建てられた春日神社・日枝神社・厳島神社が、現在は筑波山神社末社として残る（末社節参照）。春日・日枝神社そばには、つくば市指定天然記念物のクスノキの変種のマルバグス（丸葉楠）が、楼門そばには樹齢約800年・樹高32メートルの大杉が立つ。
そのほか、境内には楠木正成の孫の楠木正勝の墓や、国際科学技術博覧会（科学万博）で展示された宇宙の卵がある。なお、通常は一般非公開ながら、各パビリオンの成功祈願・成功感謝の際提供された各種資料を集めた蔵もある（2006年7月に、期間限定で公開されたことがある）。また、『万葉集』に載る筑波の歌25首の歌碑が、筑波山神社をはじめ筑波山周辺に建てられている。

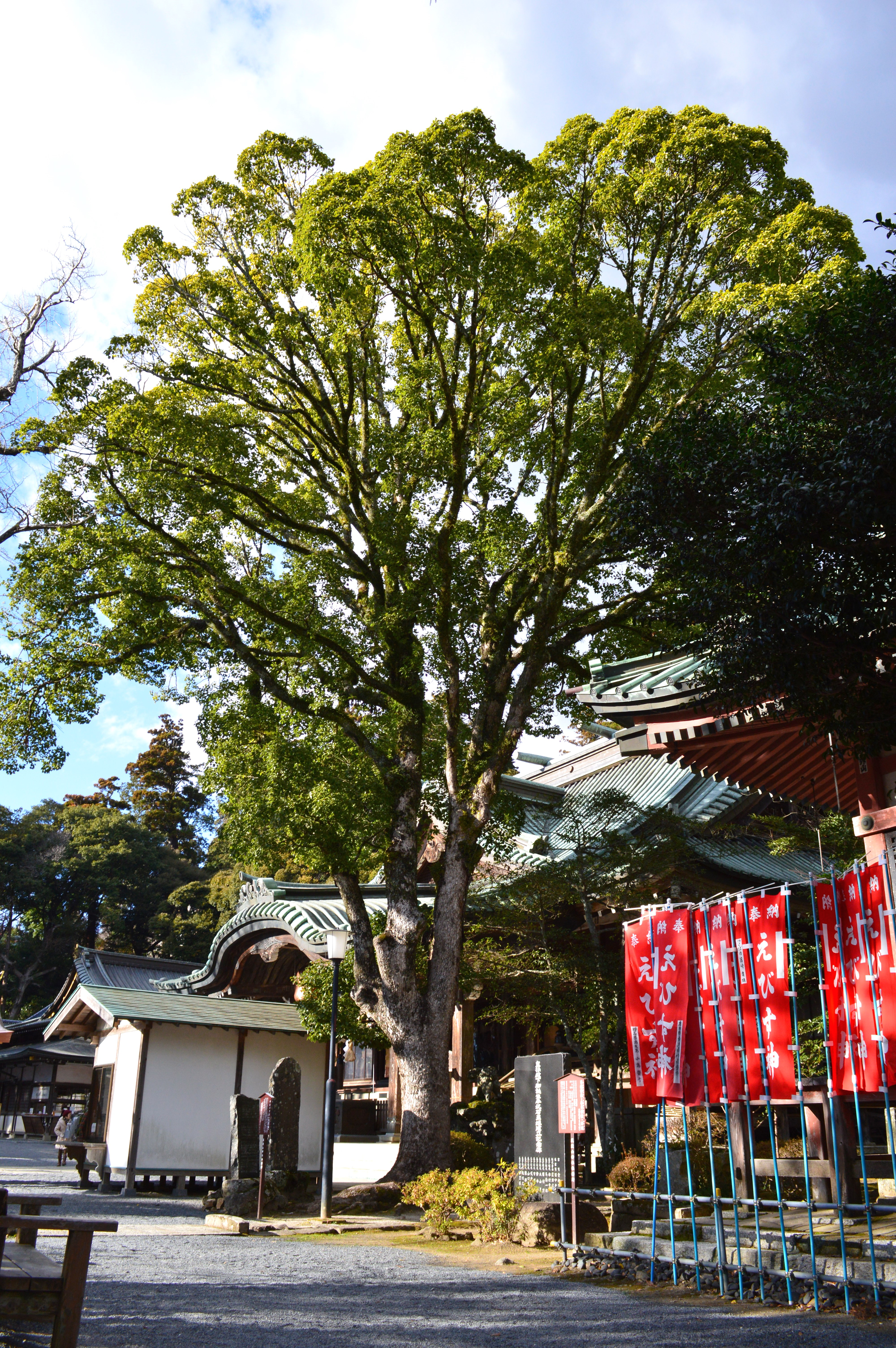
マルバグス（つくば市指定天然記念物）
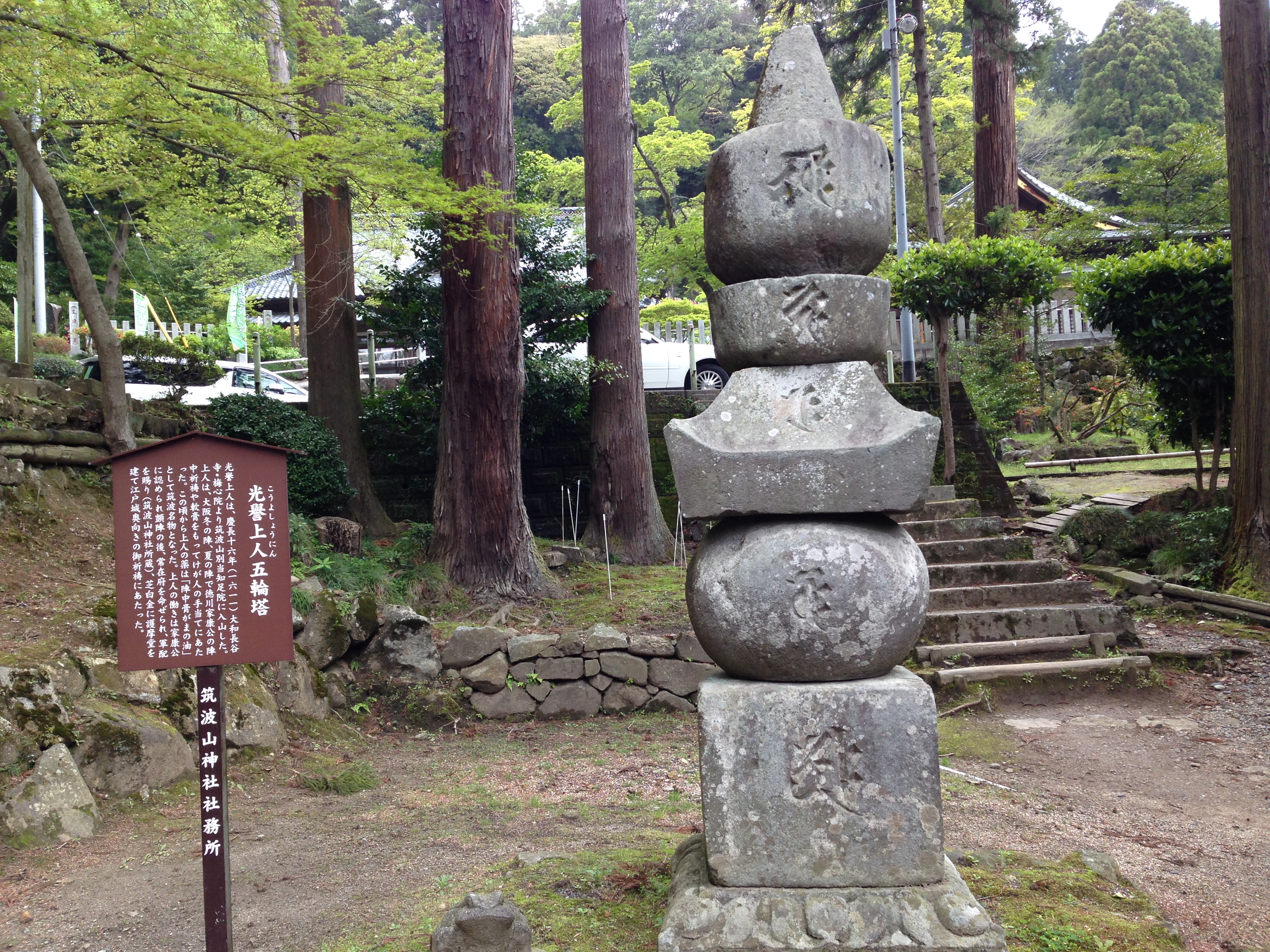
光誉上人五輪塔
藤田小四郎像
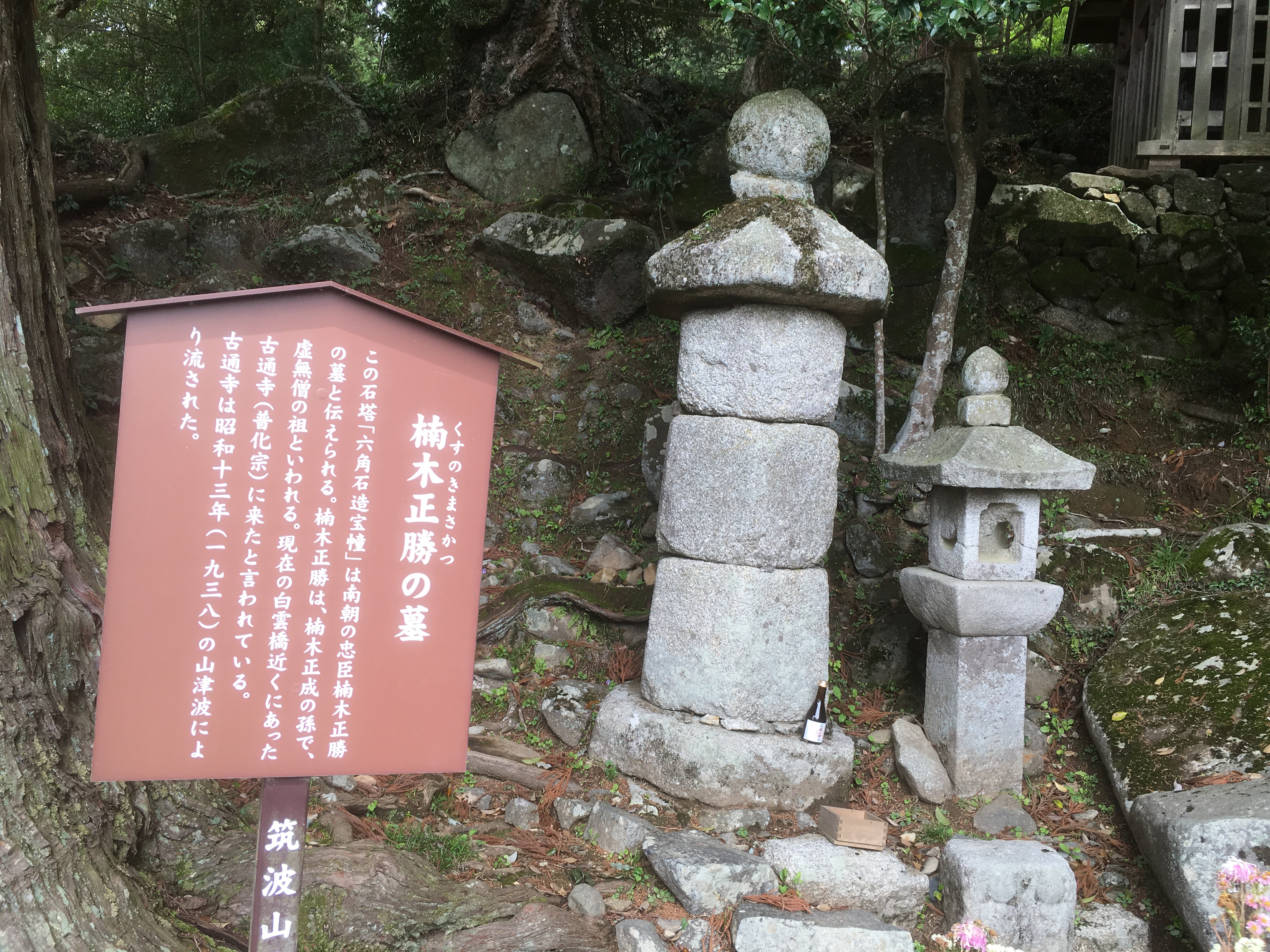
楠木正勝墓
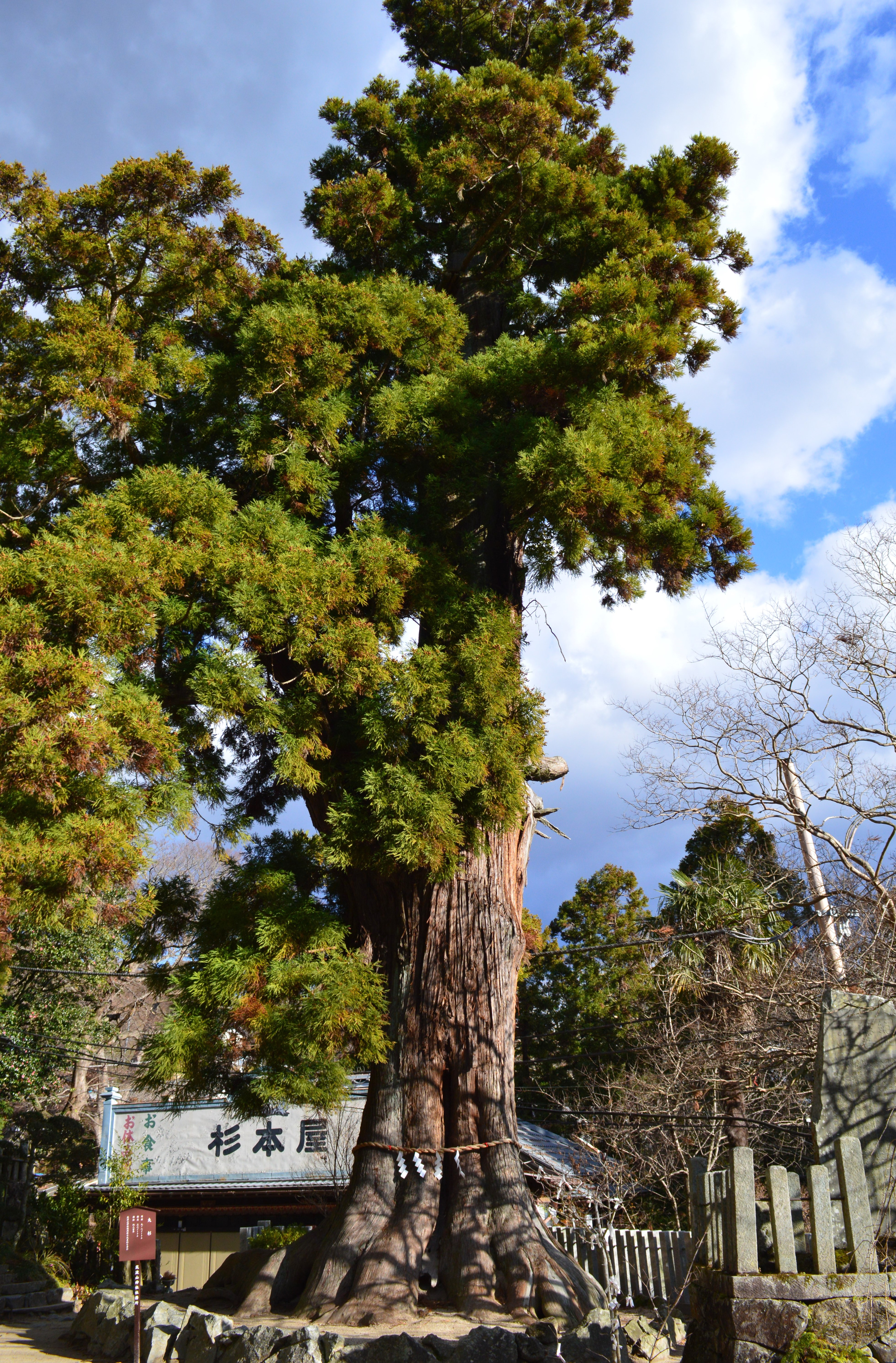
大杉
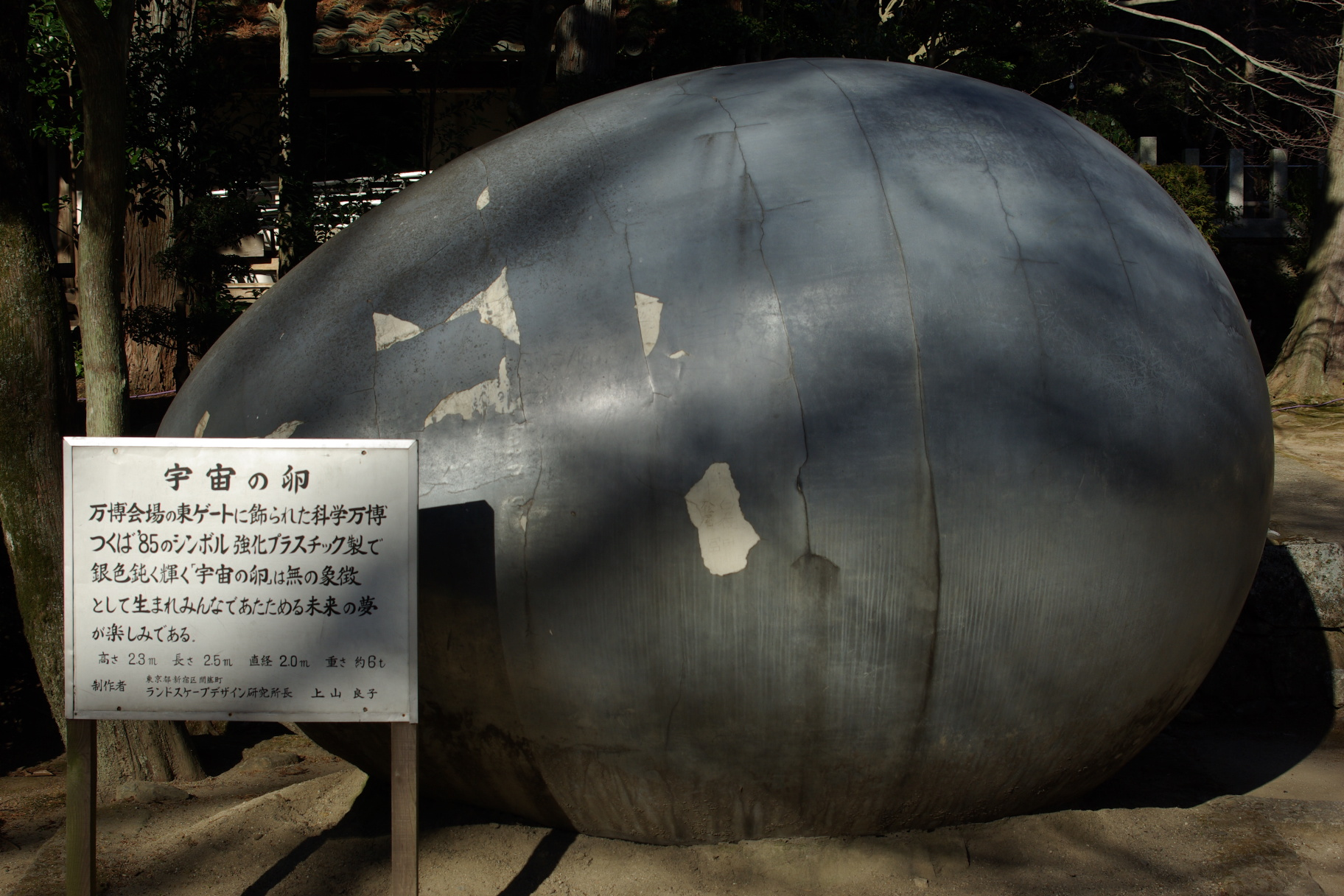
宇宙の卵
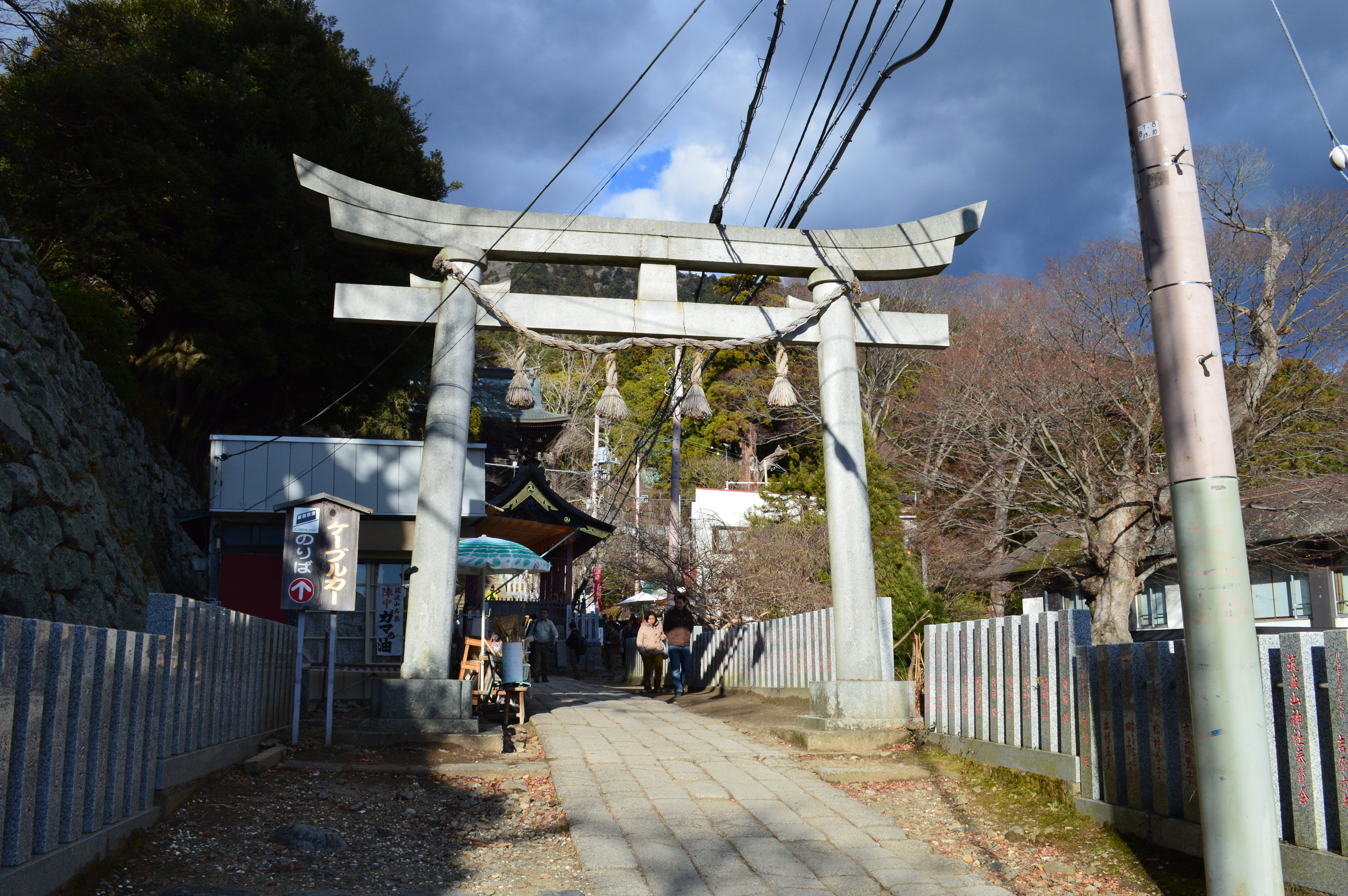
境内鳥居

## 摂末社

### 摂社
摂社は次の4社。いずれも筑波山中の白雲橋コース沿いに鎮座し、伊弉諾尊・伊弉冊尊の御子神（三貴子と蛭子命）を祀っている。
- 稲村神社（いなむらじんじゃ）（北緯36度13分27.5秒 東経140度6分41.6秒 / 北緯36.224306度 東経140.111556度）
  - 祭神：天照大御神（あまてらすおおみかみ）

弁慶七戻りの先にある巨石の上に鎮座する。この巨石は「高天原」とも称される。
- 安座常神社（あざとこじんじゃ）（北緯36度13分28.5秒 東経140度6分26秒 / 北緯36.224583度 東経140.10722度）
  - 祭神：素盞鳴尊（すさのおのみこと）

「北斗岩」の先にある「屏風岩」前に鎮座する。
- 小原木神社（こはらぎじんじゃ）（北緯36度13分30.3秒 東経140度6分31.8秒 / 北緯36.225083度 東経140.108833度）
  - 祭神：月読尊（つきよみのみこと）

「北斗岩」（弘法大師が妙見菩薩を見たという伝説に基づく）の下に鎮座する。
- 渡神社（わたりじんじゃ）（北緯36度13分29.8秒 東経140度6分36.6秒 / 北緯36.224944度 東経140.110167度）
  - 祭神：蛭子命（ひるこのみこと）

奇岩「裏面大黒」近くに鎮座する。

なお、旧六所神社（つくば市臼井：筑波山神社元里宮）や六所神社（つくば市泉）では、筑波男女神二座とともに上記の摂社四座を加えた「六所」が祭神とされていた。

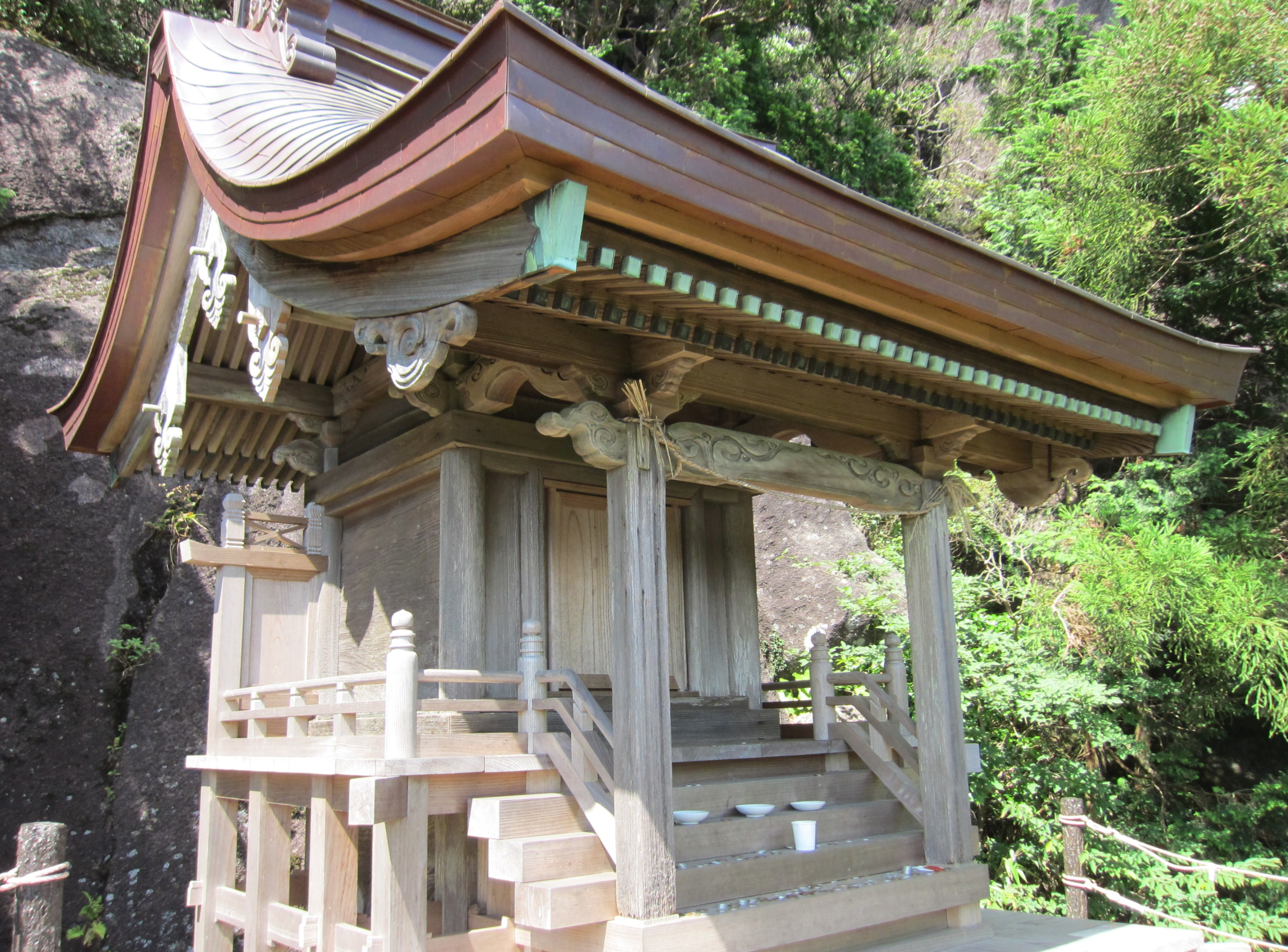
稲村神社
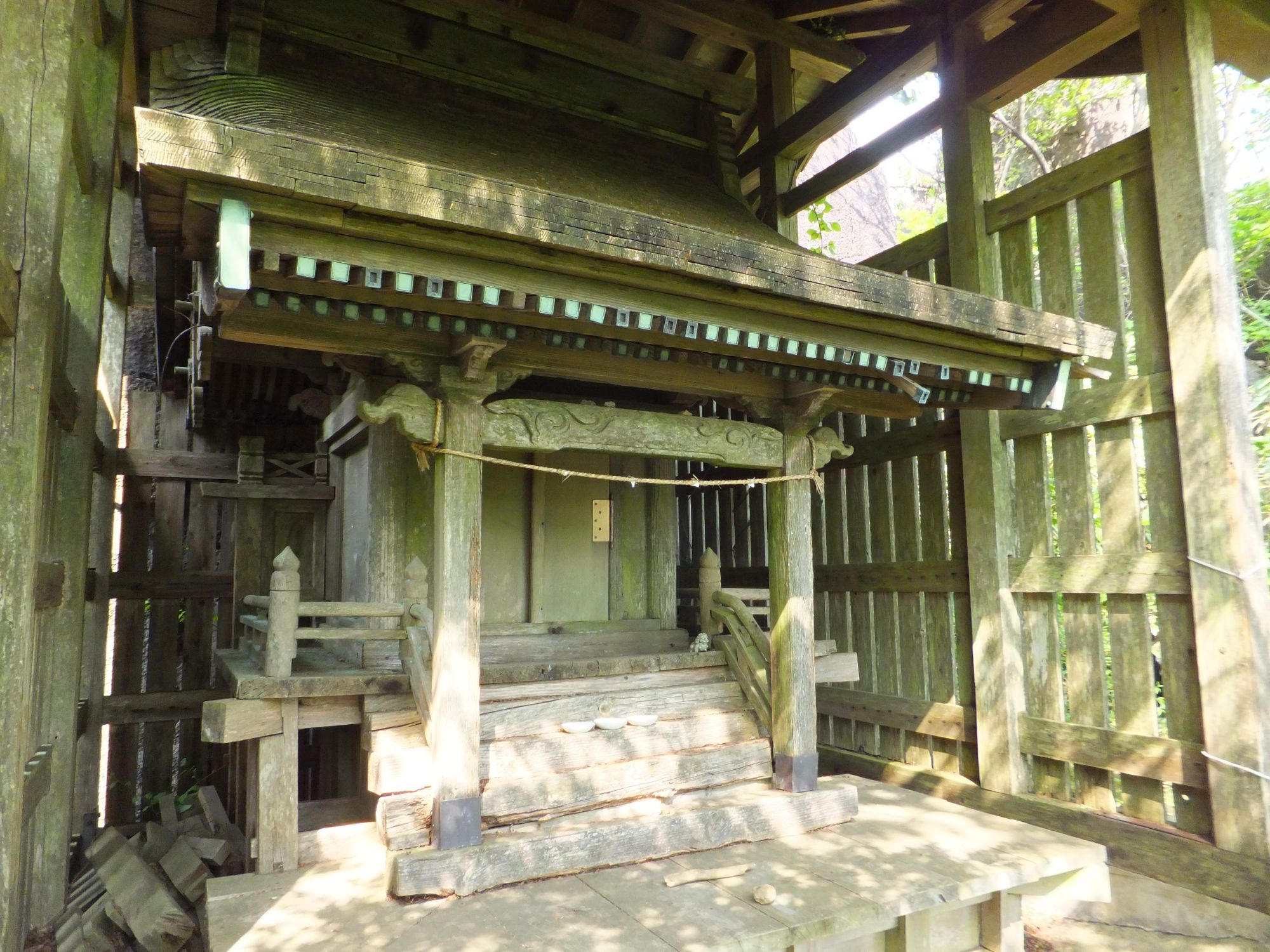
安座常神社
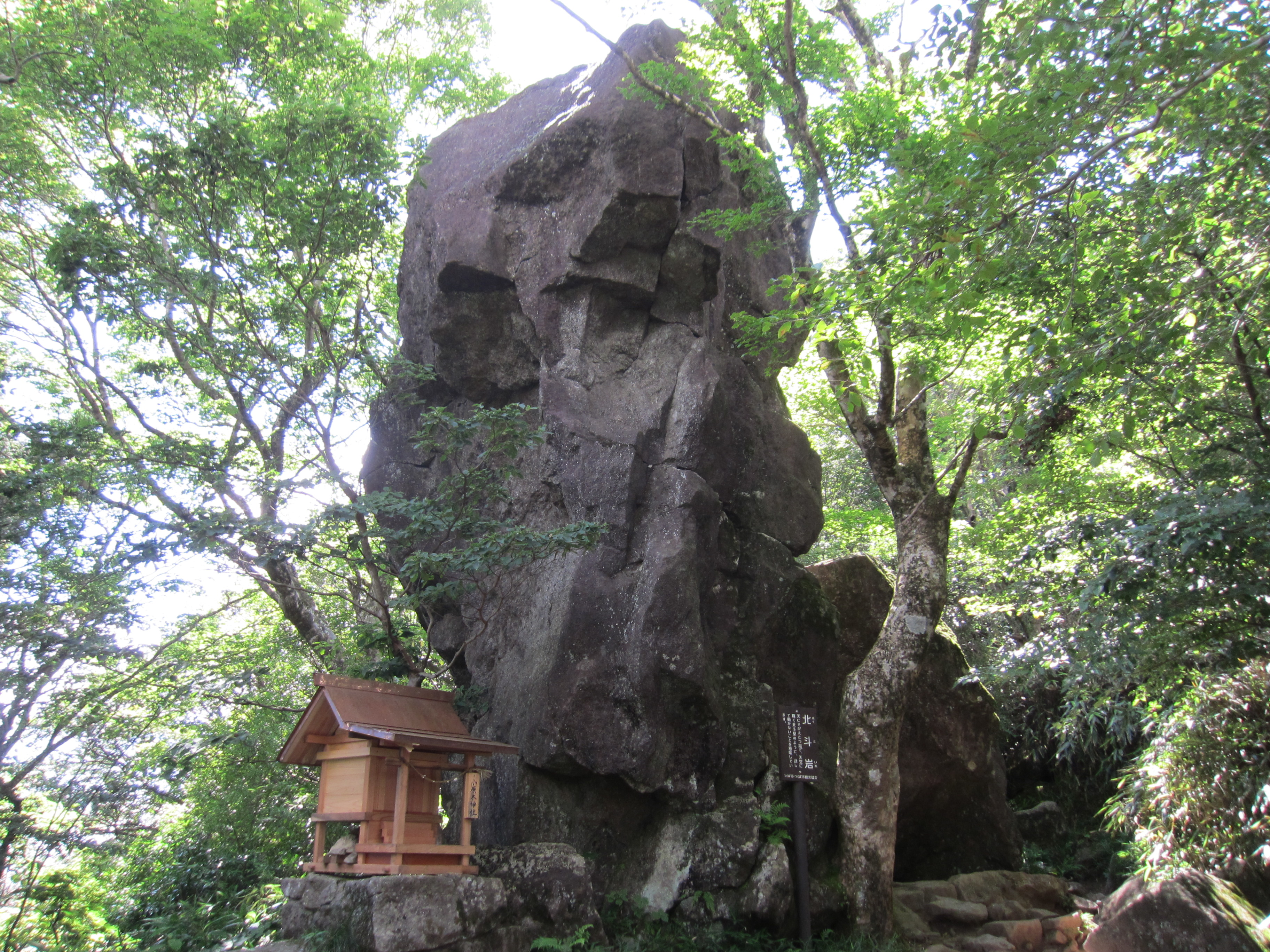
小原木神社
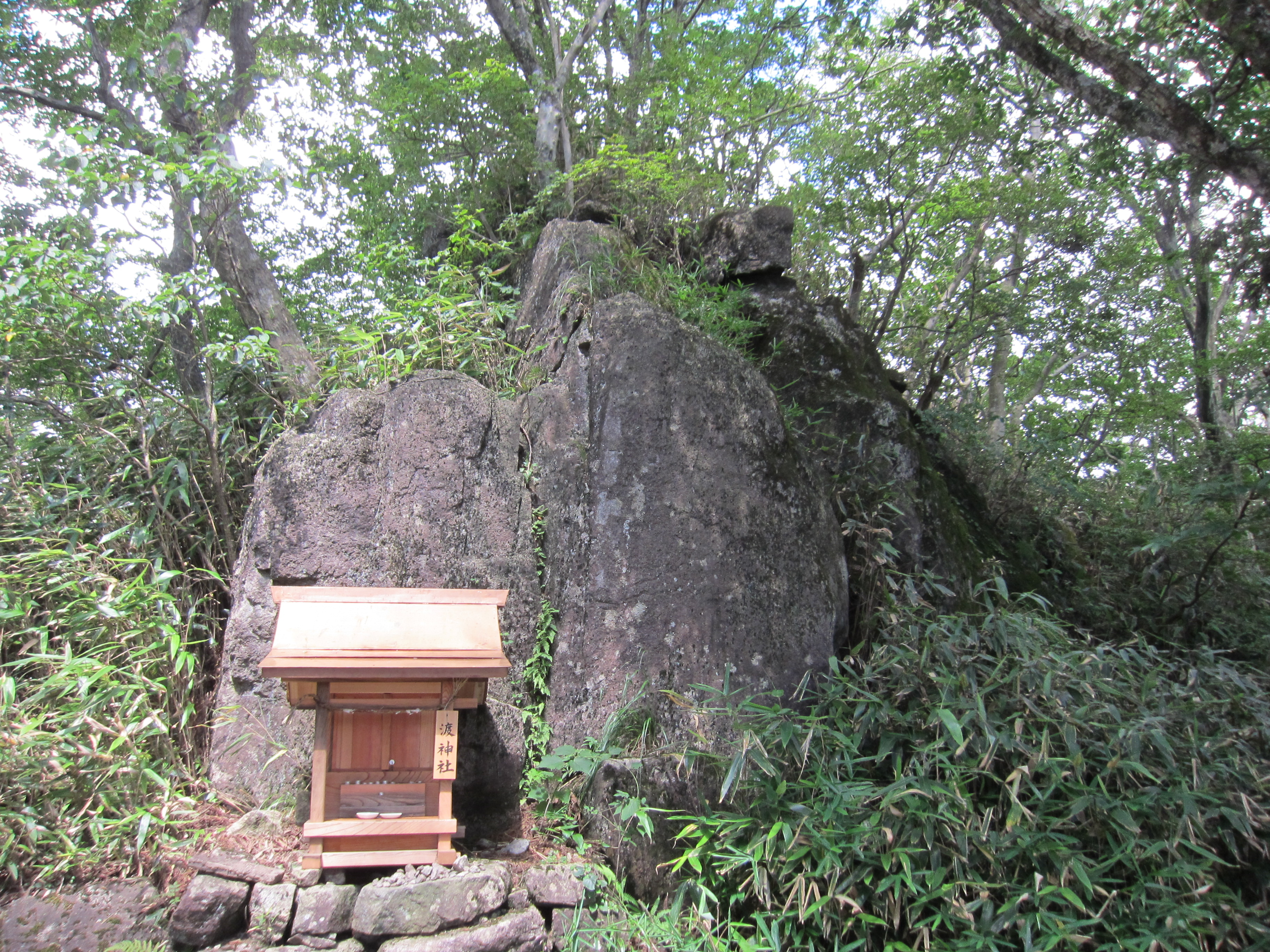
渡神社

### 末社
末社は、神社整理以前には百社以上があったという。現在も大半は山中にあり、拝殿周辺にあるのは次の六社である。
- 日枝神社・春日神社
  - 日枝神社祭神：大山咋神
  - 春日神社祭神：武甕槌神、経津主神、天兒屋根神、比売神

両社は本社拝殿の左殿側に隣接して鎮座し、拝殿を共有する。東が日枝神社、西が春日神社である。祭神は、中禅寺の開基の際に鎮守社として勧請されたという[27]。現在の建物は、本殿・拝殿とも寛永10年（1633年）の3代将軍徳川家光による寄進とされる[27]（春日社からは寛永10年の墨書が発見[28]）。
本殿は規模・構造とも同一の三間社流造で、間口2間・奥行2間[27]。向背中央の蟇股には、それぞれ日枝神社は猿、春日神社は鹿の神使が彫られている[28]。拝殿は割拝殿形式、桁行5間・梁間2間の入母屋造で、正面と背面に軒唐破風がつく[27]。両社本殿と拝殿は合わせて茨城県指定文化財に指定されている。
- 厳島神社
  - 祭神：市杵島姫命

本社拝殿の南西にある池の中に鎮座する。祭神は琵琶湖竹生島からの勧請という[29]。社殿は、寛永10年（1633年）の3代将軍徳川家光による寄進とされる[29]。間口1間半、奥行10尺の春日造[29]。向拝蟇股には蛇の神使が彫られている[30]。この社殿は茨城県指定文化財に指定されている。
- 朝日稲荷神社
  - 祭神：太田命

「出世稲荷」の別名がある。本社拝殿の裏手に鎮座する。嵯峨天皇第四皇子・常陸国太守忠良親王の創建とされる。
- 稲荷神社（稲荷社）
朝日稲荷神社に隣接して鎮座する。
- 愛宕神社（愛宕山神社）
本社拝殿の東側の奥に鎮座する。

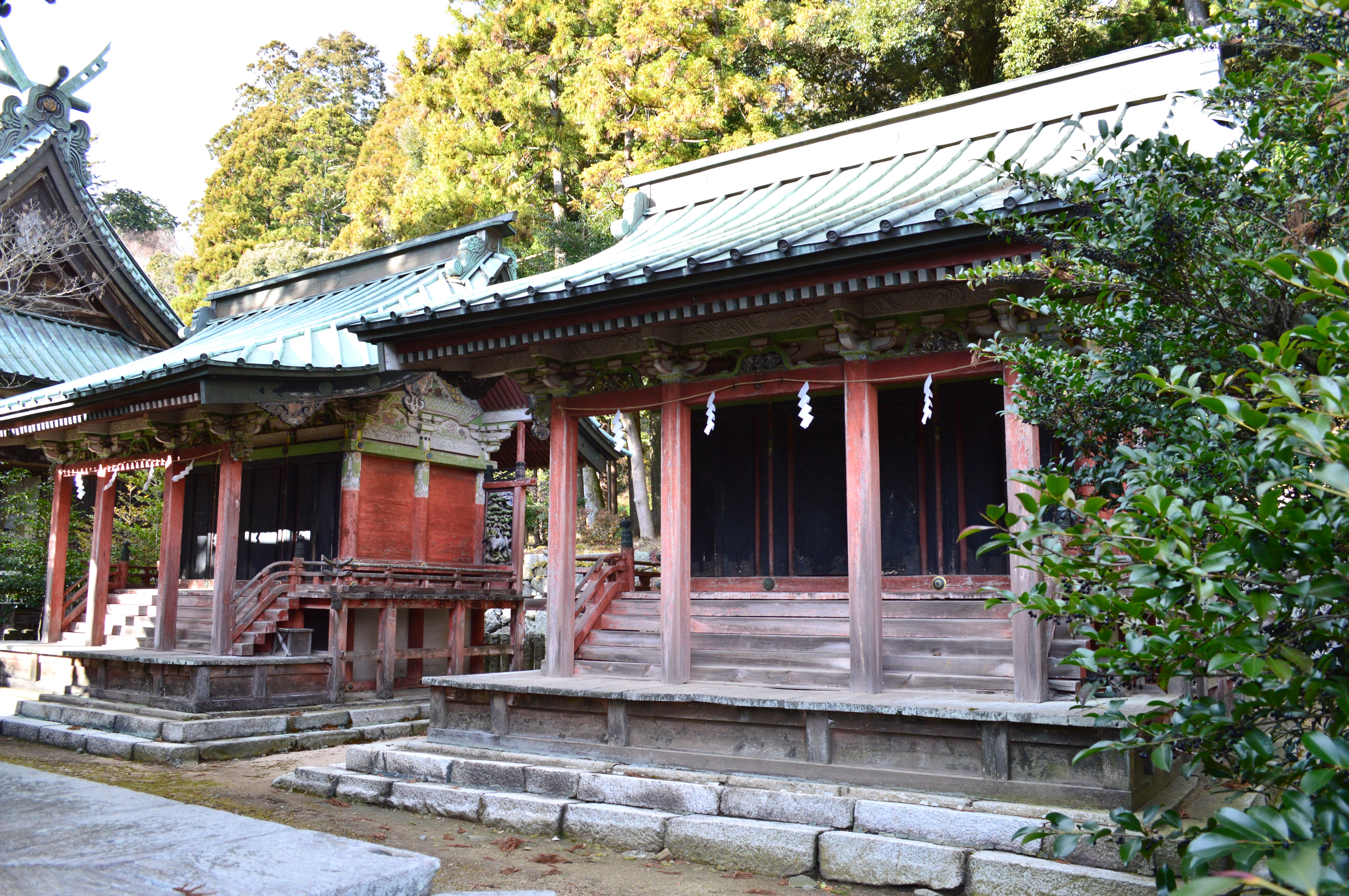
日枝神社本殿（手前）と春日神社本殿（奥）（ともに茨城県指定文化財）
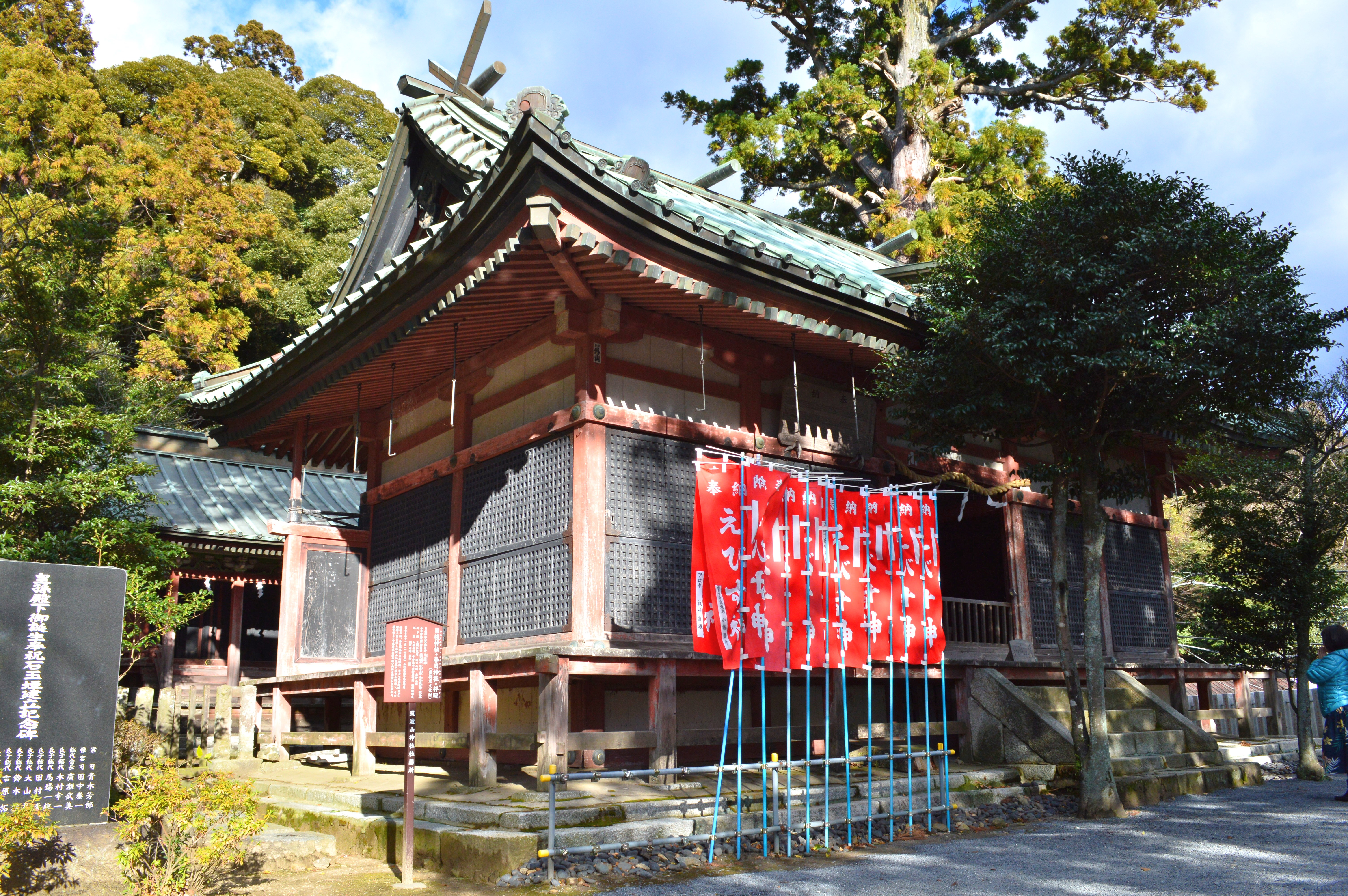
日枝神社・春日神社拝殿（茨城県指定文化財）
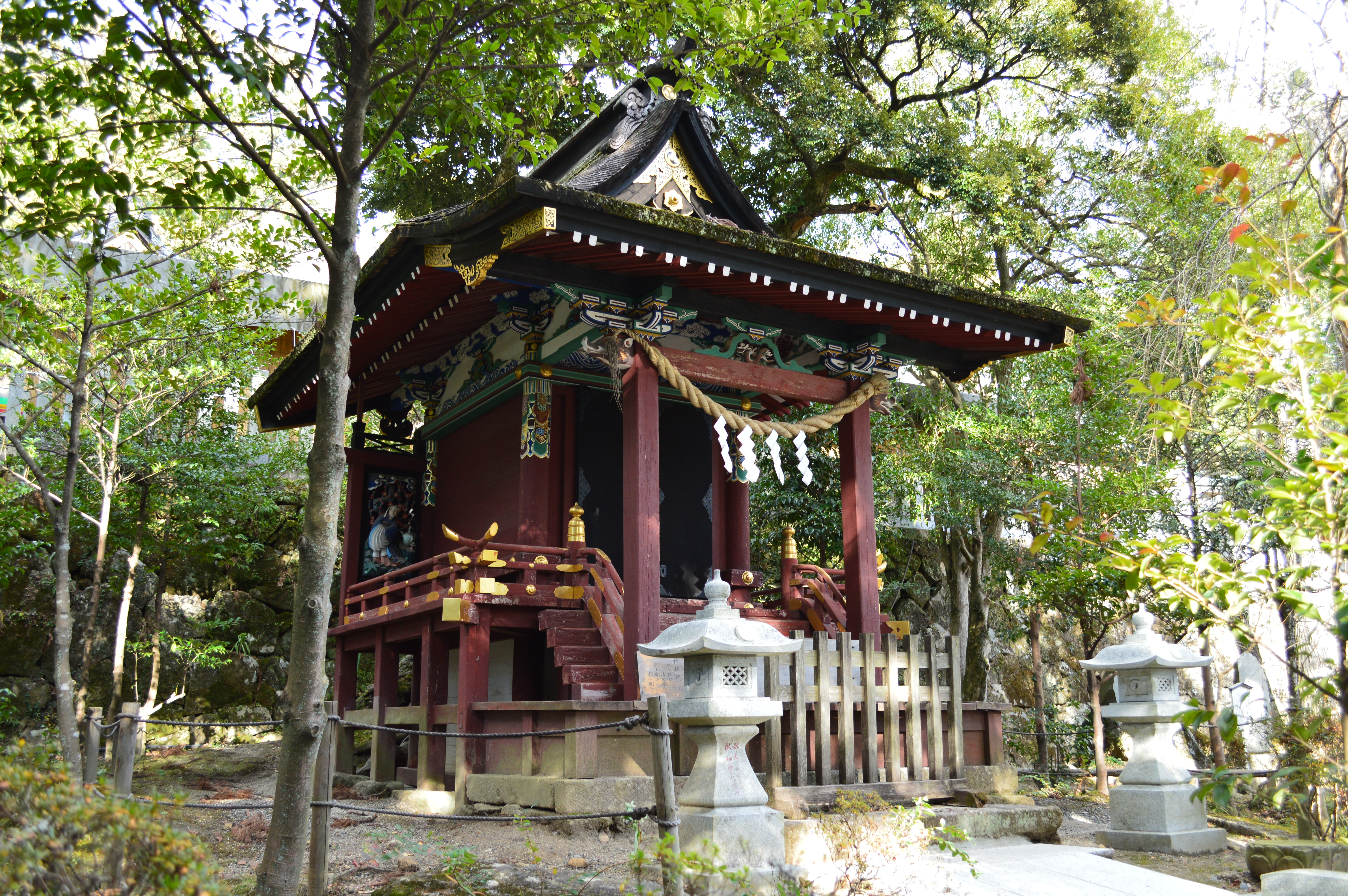
厳島神社 （茨城県指定文化財）

## 参道
古くからの参道は「つくば道」として知られる。つくば市北条を起点として拝殿に至る道（Google マップ）で、現在は茨城県道139号筑波山公園線が踏襲する。その全区間が日本の道100選に選ばれている。またこの参道の途中、6丁目には一の鳥居が立っている。この鳥居は宝暦9年（1759年）の造営で、以前は「天地開闢 筑波神社」の額を掲げたという。春秋の御座替祭の際には拝殿からこの地点まで神幸がある。
一方、現在の主要ルートとしては筑波山口バスターミナルから至る茨城県道42号笠間つくば線が使用されている。同バスターミナルには過去に筑波鉄道筑波線の筑波駅も設置されており、その駅跡近くには大鳥居が建てられている。
なお、参道名物としてはガマの油（軟膏）が知られる。ガマの油売りの口上はつくば市の地域無形民俗文化財に認定され、保存活動が行われている。

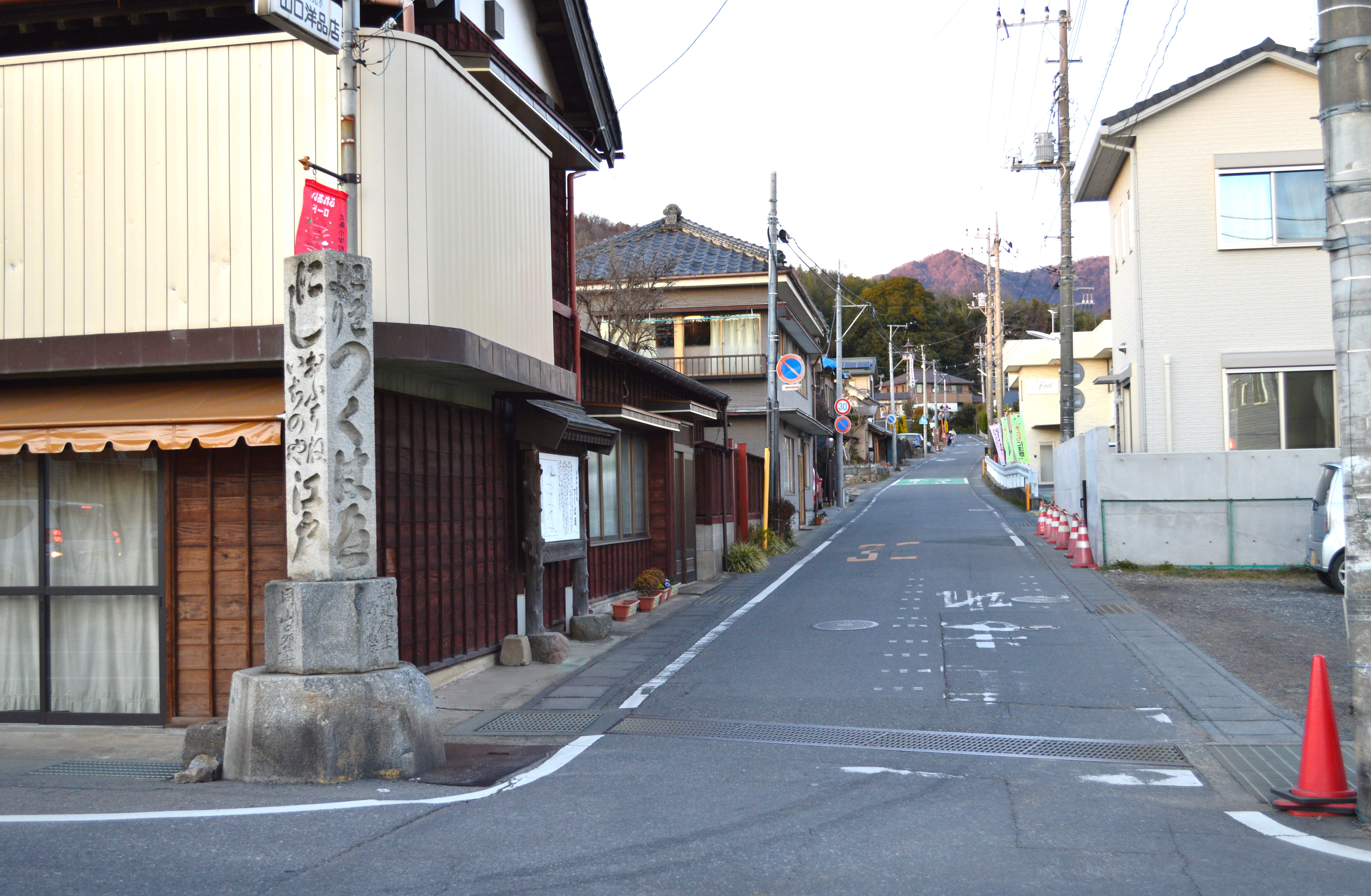
つくば道起点北緯36度10分40.2秒 東経140度5分33.6秒 / 北緯36.177833度 東経140.092667度
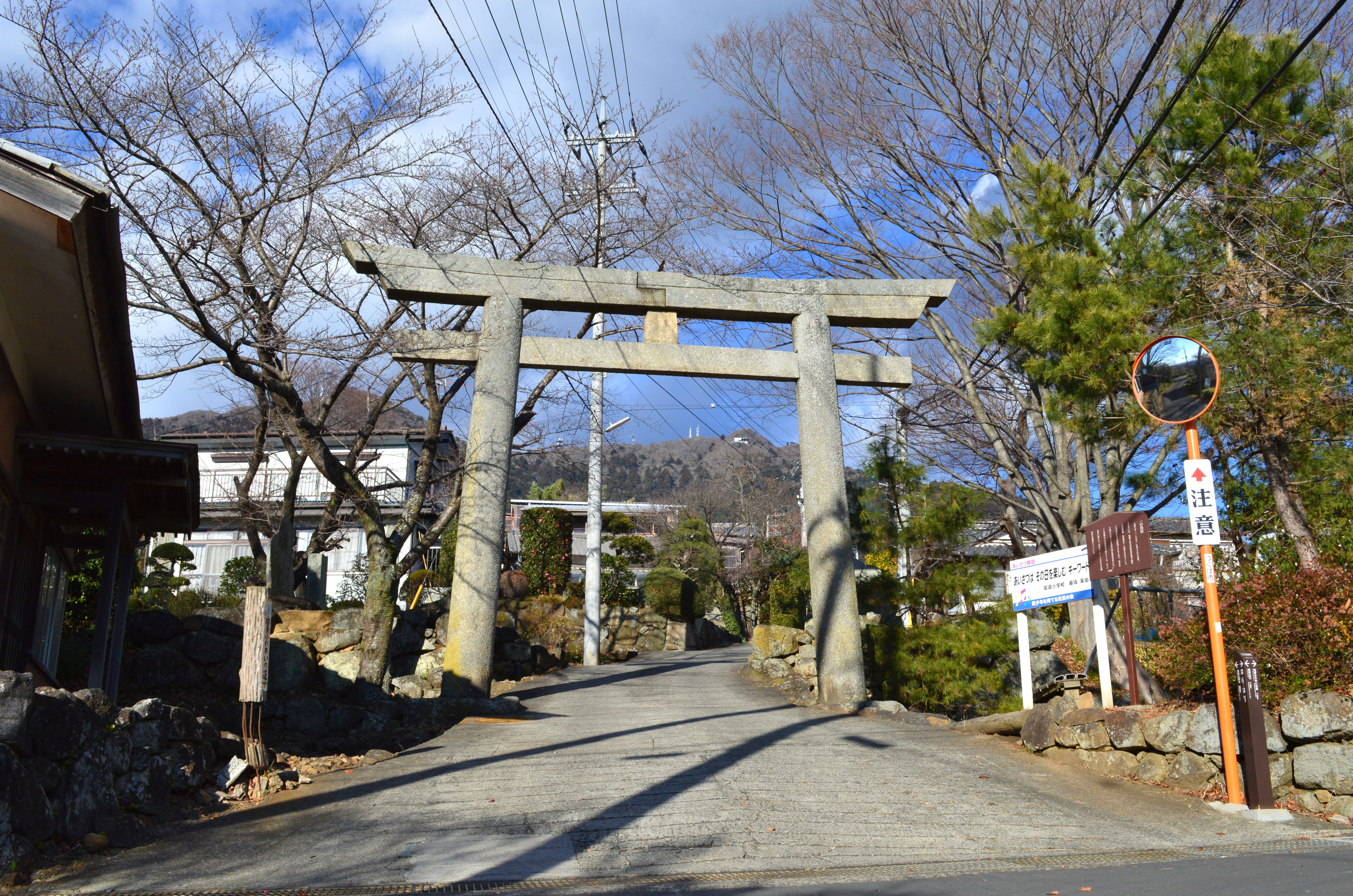
一の鳥居北緯36度12分23秒 東経140度5分48.4秒 / 北緯36.20639度 東経140.096778度
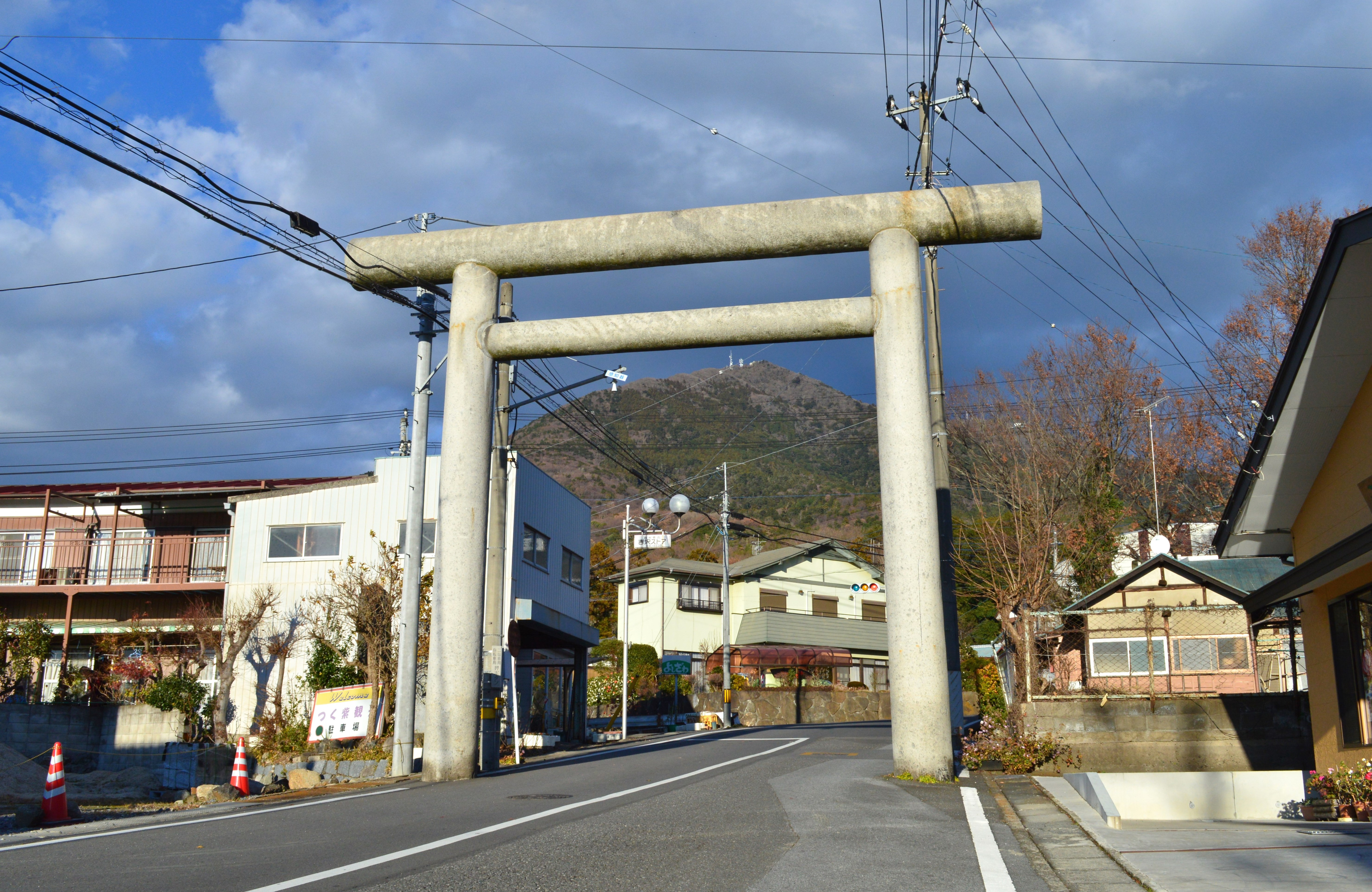
筑波山口バスターミナル近辺の鳥居北緯36度12分29.4秒 東経140度4分54.1秒 / 北緯36.208167度 東経140.081694度
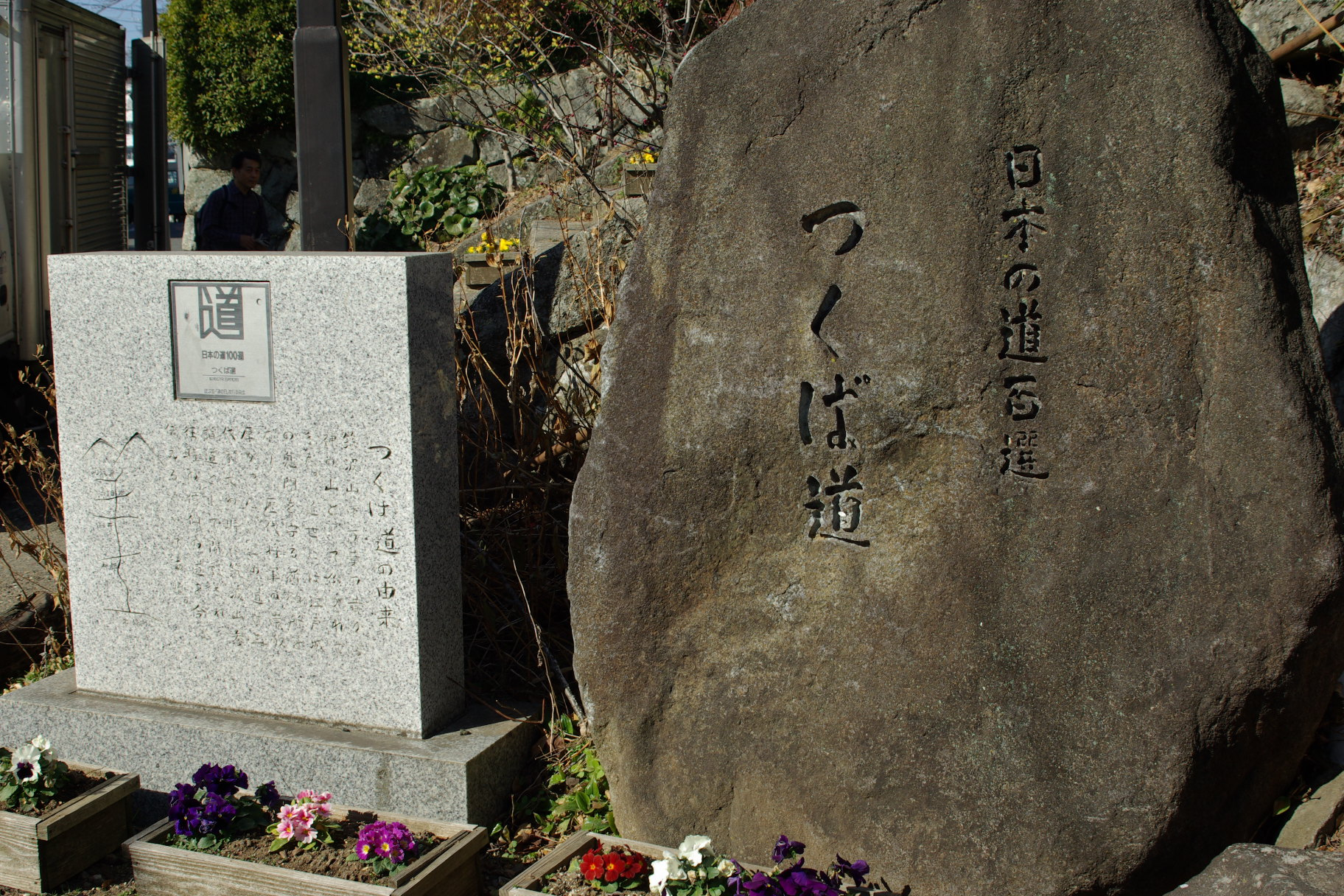
筑波山神社境内にあるつくば道石碑

## 祭事

### 年間祭事
- 元旦祭 （1月1日）[33]
- 元始祭 （1月3日）
- 成人祭 （1月第2月曜）
- 年越祭 （2月10日・11日）
- 天長祭 （2月23日）
- 祈年祭 （3月4日）
- 皇霊殿遥拝式 （春分の日）
- 御座替祭 （4月1日）
- 大祓 （6月30日）
- 禅定 （8月下旬）
- 御座替祭 （11月1日）
- 新嘗祭 （12月5日）
- 大祓 （12月31日）

### 御座替祭
御座替祭（おざがわりさい）は、4月1日と11月1日の年2回行われる筑波山神社の例大祭。古くは冬至と夏至に行われており、夏・冬の神が神座を交替するとされる。祭事は次の3祭からなる。
- 神衣祭（かんみそさい）
山頂本殿の神の衣替えを行う[34]。
- 奉幣祭（ほうべいさい）
拝殿に幣帛を奉納する[34]。
- 神幸祭（じんこうさい）
神衣祭で撤した前期の神衣を神輿に納め、氏子区域を渡御する[34]。

この祭事両日には茨城県指定文化財の神橋を渡ることが許される。
なお、現在の神幸祭は一の鳥居までの渡御であるが、明治43年（1910年）以前は里宮の六所神社（現在は廃社）までの渡御であった。里宮と山宮で神が交替するという例は多く見られ、田の神・山の神の交替による豊穣祈願が根底にあるとされる。

## 文化財

### 重要文化財（国指定）
- 太刀 銘吉宗（附 糸巻太刀拵）（工芸品）
鎌倉時代、備前一文字派の刀工の吉宗による作刀[37]。ただし、備前一文字派に吉宗の名の人物は複数おり、いずれの作かは定かでない[37]。本刀は、寛永10年（1633年）の筑波山中禅寺の堂塔再建時、3代将軍徳川家光から寄進された[37]。太刀拵には、柄や鞘の金具に葵紋が散りばめられている[37]。大正7年4月8日指定。[37]

### 茨城県指定文化財
- 有形文化財
  - 神橋（建造物） - 昭和54年11月1日指定（建第60号）[25][38]。
  - 境内社春日神社本殿・日枝神社本殿 及両社拝殿（建造物） - 昭和54年11月1日指定（建第61号）[28][38]。
  - 境内社厳島神社本殿（建造物） - 昭和54年11月1日指定（建第62号）[30][38]。

### つくば市指定文化財
- 有形文化財
  - 随神門（建造物） - 昭和54年1月23日指定[39]。
- 天然記念物
  - ほしざきゆきのした - 筑波山の固有種のホシザキユキノシタ[40]。境内の石垣に移植され生育する[41]。昭和61年2月20日指定[39]。
  - まるばくす - 昭和62年5月21日指定[39]。

### その他
- 『筑波山流記（つくばさんるき）』
天正18年（1590年）、知足院俊在の記。筑波山縁起が記されている[11]。

## 中禅寺
中禅寺（ちゅうぜんじ）は、筑波山神社拝殿を主とする一帯に存在した真言宗の無本寺寺院。山号は筑波山、院号は知足院（ちそくいん）。本尊は千手観音。また、坂東三十三観音の第25番札所であった。
法相宗の僧、徳一が筑波山寺を開いたことに始まるとされ、筑波山寺の記載は鎌倉時代の『元亨釈書』にもある。その開基年は、延暦元年（782年）、延暦年間（782年-806年）、天長元年（824年）、天長年間（824年-834年）等という。
この筑波山寺の開山に伴い、筑波山の男女二神は観音を本地仏とする「筑波山両部権現」として祀られるようになったという。筑波山は古くより山岳修行の場であったため、その後次第に寺勢が盛んになり、寺名も中禅寺（筑波山知足院中禅寺）と称するようになったとされる。中世には日光山（輪王寺）・相模大山（大山寺）・伊豆走湯（伊豆山三所権現）等とともに、関東では有数の修験道の霊場であったといわれる。その別当は筑波為氏（明玄）に始まる筑波氏が担った。
中世の様子は詳らかでないが、江戸時代に入ると幕府の鬼門の祈願所として庇護を受け、寺勢は再び隆盛した。徳川家康は慶長5年（1600年）に筑波山別当から筑波氏を廃し、新たに宥俊を任命して中興の祖とし、慶長7年（1602年）に神領として500石、慶長15年（1610年）には寺領として500石を寄進した。また3代将軍徳川家光は山頂の二社を修復するとともに、本堂（大御堂）、三重塔、鐘楼、楼門、神橋、日枝・春日・厳島の各境内社を造営した。また5代将軍徳川綱吉の時には「護持院」と改称され、寺領は1,500石を数えた。その後も江戸時代を通じて霊山として発展し、門前町も発達していった。
明治維新後、廃仏毀釈によって中禅寺の機能は停止し、一部の社殿を除いて堂塔は破壊され、法具も各地に散逸した。昭和5年（1930年）、筑波山神社拝殿の南西に真言宗豊山派の寺院として大御堂（おおみどう）が再興され、現在に至っている。

## 関係地

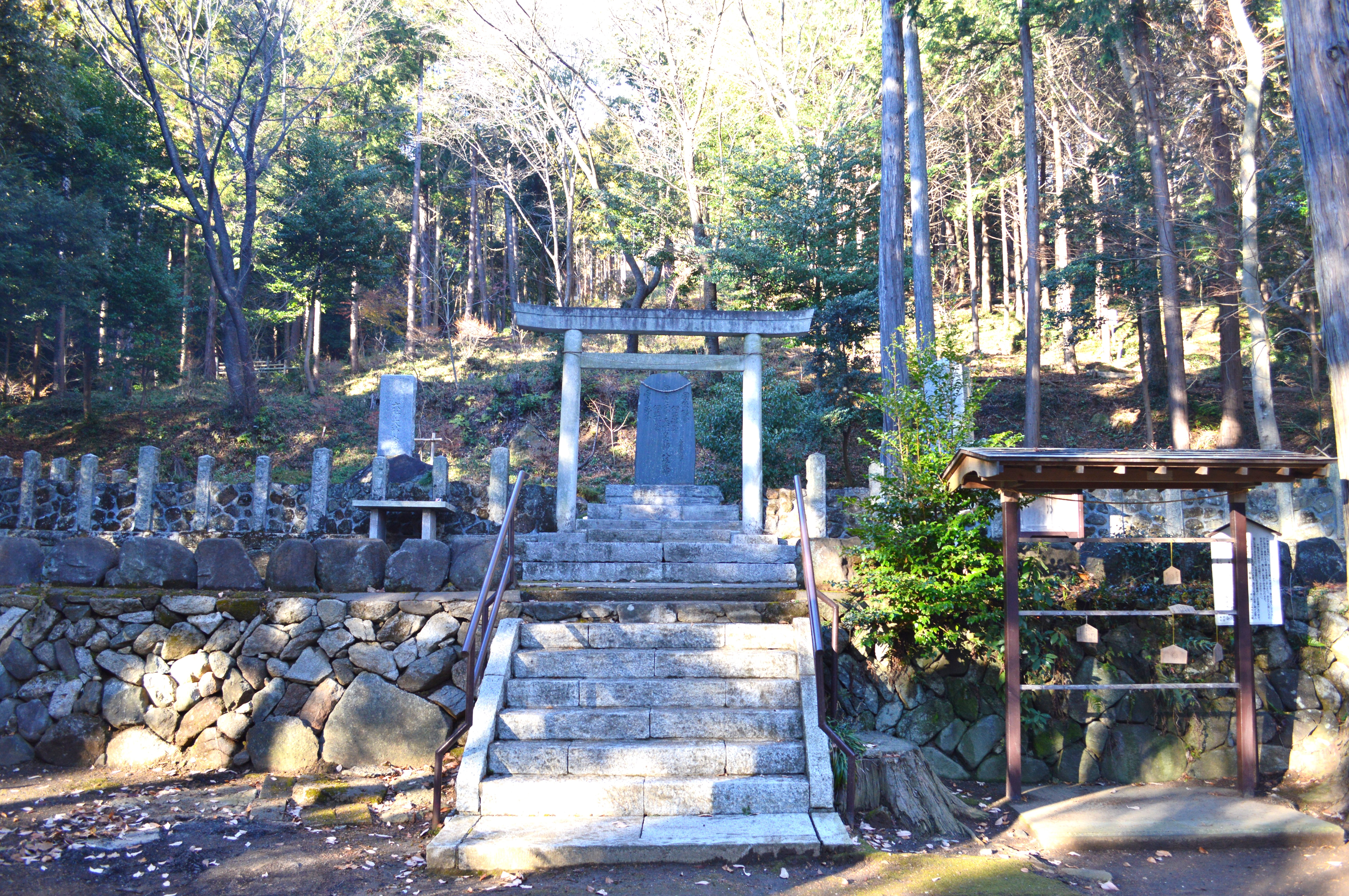
六所神社跡（つくば市臼井）筑波山神社の里宮跡。

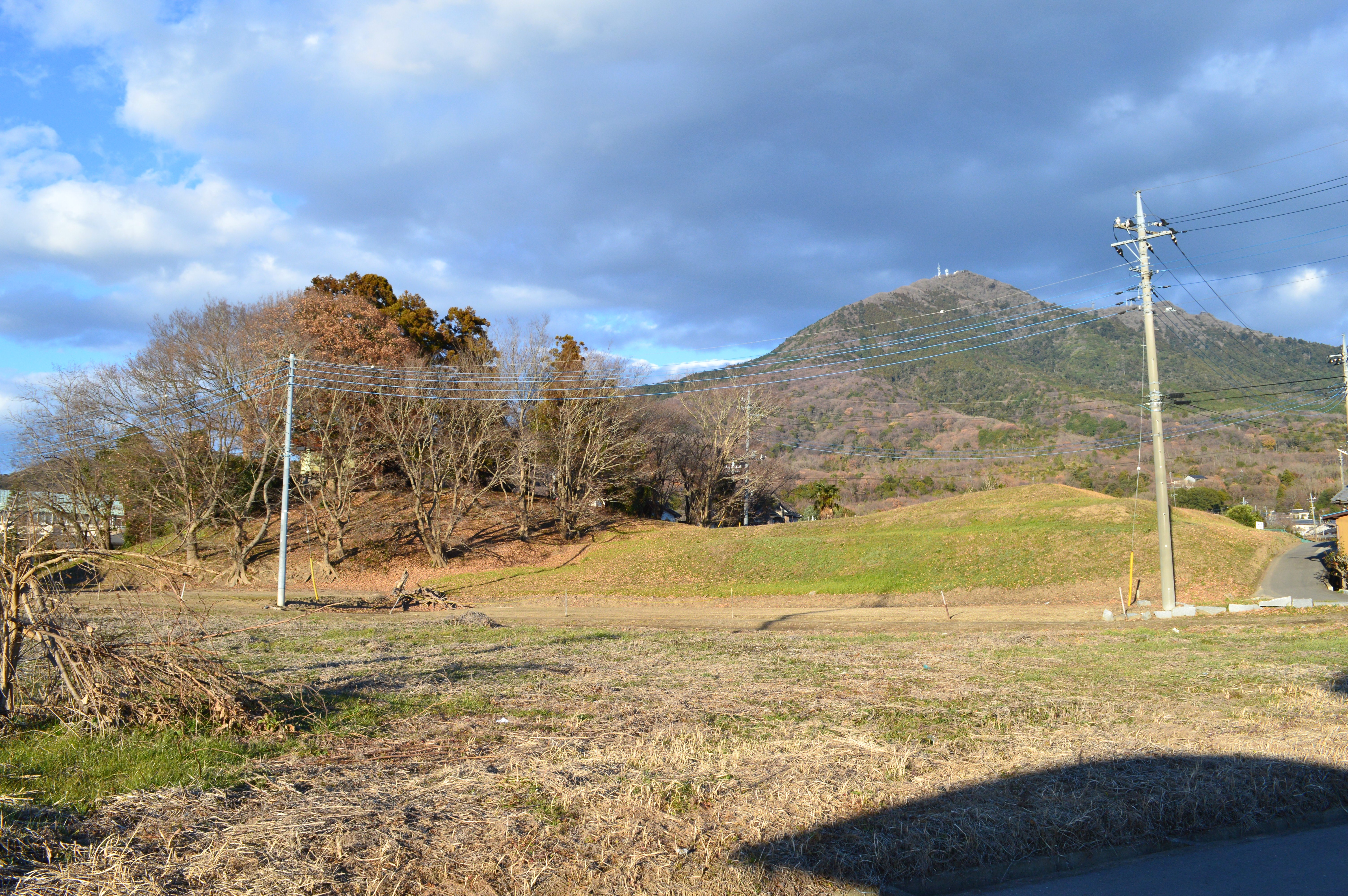
八幡塚古墳（つくば市沼田）

### 六所神社跡
つくば市臼井（北緯36度12分2.18秒 東経140度6分38.53秒 / 北緯36.2006056度 東経140.1107028度）に所在。
「六所皇大神宮跡」とも。里宮の跡で、現在は廃社。「六所」とは、筑波男女神二座・摂社四座の総称である。かつては男女二神を祀る2殿を中心として拝殿・随身門・宝庫が建ち並んでいたという。この六所神社は明治43年（1910年）に廃社となり、神霊は神郡地区の蚕影神社（蚕影山神社）に合祀された。
「蚕影山神徳記」によれば、延暦20年（801年）に坂上田村麻呂が蝦夷征討の帰路、当地に馬具・宝剣・神鏡を納めたという。明治3年（1870年）に鳥居が倒壊した際に銅鏡が出土し、その銅鏡には「石鳥居 征夷大将軍坂上田村麻呂 建立之」の銘があったという。

### 八幡塚古墳
つくば市沼田（北緯36度12分23.54秒 東経140度4分41.24秒 / 北緯36.2065389度 東経140.0781222度）に所在。
筑波山南西麓にある、筑波地方では最大規模の古墳。墳丘長90メートルの前方後円墳で、6世紀前半の築造と見られる。初代筑波国造の阿閉色命（あべしこのみこと）の墓と伝えられ、筑波山の祭祀との関係が指摘される。筑波山南麓にはこの八幡塚古墳のほかにも多くの古墳が分布する。

## 現地情報
所在地
- 拝殿・社務所：茨城県つくば市筑波1番地

交通アクセス
- バス
  - つくばエクスプレス つくば駅（つくばセンター）から、筑波山（直行）シャトルバスで「筑波山神社入口」バス停下車 （乗車時間約40分、下車後徒歩約10分）
  - 山麓の筑波山口バスターミナルから、関東鉄道バスで「筑波山神社入口」バス停下車 （乗車時間約15分、下車後徒歩約10分）
- 車
  - 駐車場は直営・公営・私営ともに料金500円程度。ただし、筑波山神社有料駐車場は1時間無料で利用可能[45]である。最遠のつくば市営第一駐車場は無料開放（筑波山梅林の季節以外）されているが、車通りの多い県道沿いを長く歩く必要がある。

男体山・女体山本殿までの登山については「筑波山#登山」を参照。
周辺
- 大御堂 - 坂東三十三箇所第25番札所、真言宗豊山派。
- 夫女ヶ石 - 筑波ふれあいの里内。風土記に見える歌垣の場と伝えられる[46]。
- 飯名神社
- 蚕影神社
- 平沢官衙遺跡 - 奈良時代・平安時代の筑波郡郡衙跡。
- 筑波山千寺川砂防堰堤群 - 隣接する千寺川に施工された24基の石積みの砂防堰堤。平成23年度土木学会選奨土木遺産認定。